# San Juan de los Morros

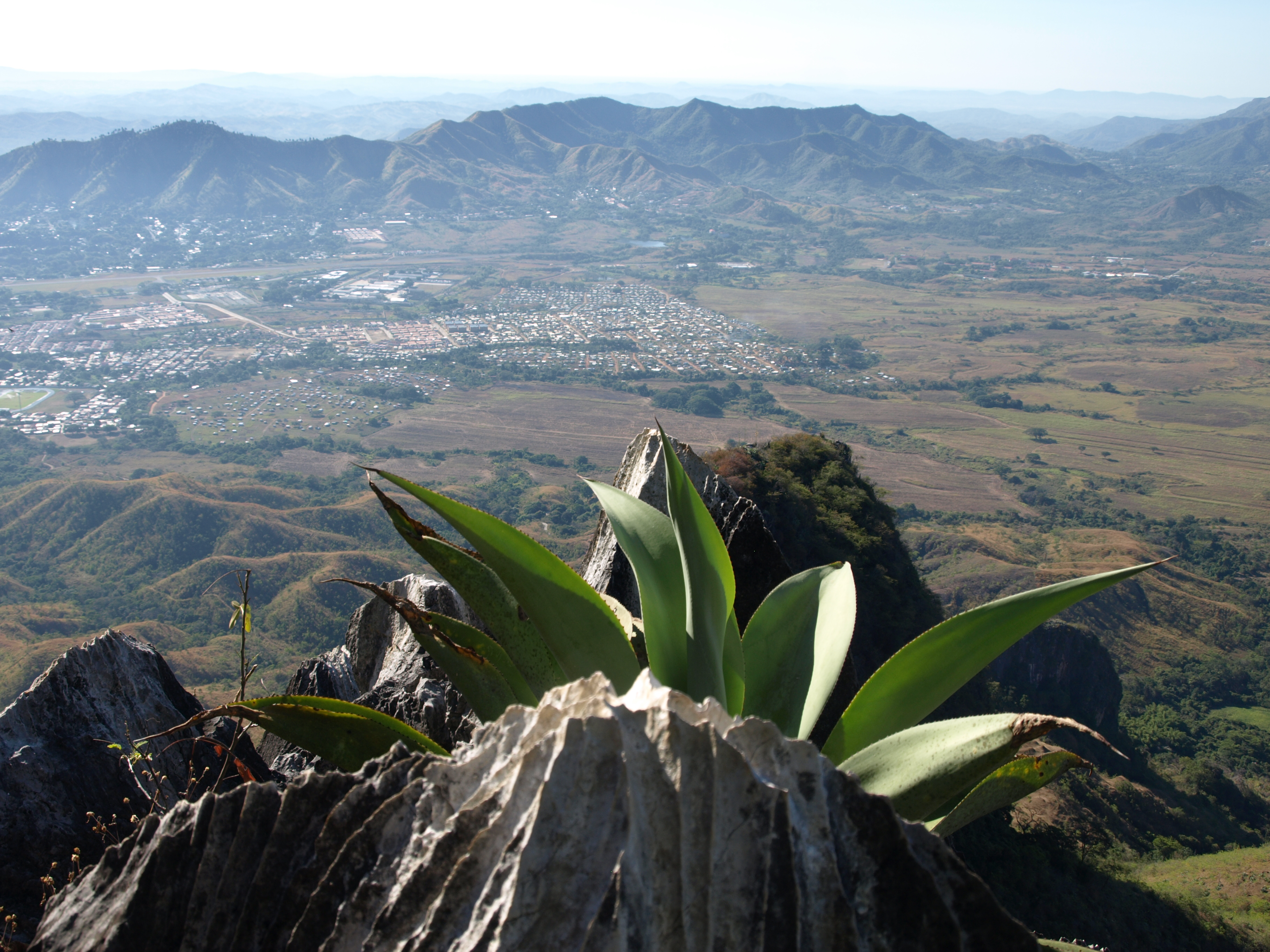
Vista de San Juan de los Morros desde lo alto de las montañas.

San Juan de los Morros es la capital del Estado Guárico en Venezuela, es prácticamente la puerta de entrada a los Llanos Centrales pero sin llegar a ser propiamente llano. Tiene una geografía muy particular donde prevalecen espectaculares montañas. Su población es de 137 329 habitantes según el censo 2023, siendo la segunda ciudad más poblada del estado Guárico después de Calabozo.
Es una de las principales ciudades del Estado Guárico, Junto con Calabozo, Valle de la Pascua y Zaraza. Entre los principales  símbolos de la ciudad se encuentran el Monumento a la Bandera, el monumento natural Arístides Rojas o Los Morros de San Juan, el Monumento a San Juan Bautista, cerro El Platillón, el monumento a la primera Beata guariqueña la Madre Candelaria de San José, La Villa Olímpica y los baños termales, los cuales tienen gran importancia turística dentro de la ciudad debido a las propiedades medicinales de sus aguas sulfurosas el cual se debe al alto contenido de sulfato que poseen sus aguas. Tal es su efectividad y de tan remotos tiempos, que siendo Antonio Guzmán Blanco Presidente de Venezuela construyó la primera carretera a la ciudad, para poder acceder a esta fuente curativa que le había recomendado su médico de cabecera.
San Juan de los Morros tiene un clima de 24 a 32 °C y en su relieve predominan las montañas, que contrastan con las llanuras del resto del estado. Entre sus platos típicos se encuentran la cachapa, el pabellón criollo y las arepas.

## Toponimia
El nombre de la ciudad (San Juan de los Morros) es en honor a Juan el Bautista y también a las espectaculares montañas que la rodean.

## Geografía
La cordillera montañosa interna del litoral y una serie pequeñas formaciones o cerros le dan a la ciudad la característica de un valle. Prevalecen unas espectaculares montañas, con un singular aspecto, que dan origen aparte del nombre de la ciudad, los Morros.
San Juan cuenta con una gran variedad de aguas termales.

### Ubicación
La ciudad se ubica en el extremo nor-occidental del estado Guárico, teniendo una posición astronómica de 9°53′11″ N 67°20′41″ O.
La ciudad tiene una ubicación estratégica, esto porque se ubica en el centro de Venezuela y posee buenas condiciones geológicas y ambientales para la realización de un sistema de carretera o autopista que conecte a todos los extremos del país. Gracias a esto San Juan de los Morros tiene una condición afortunadamente vial y económico y gracias a esto la ciudad esta tomada en cuenta en el gran plan ferroviario como una estación de mucha importancia

### Relieve

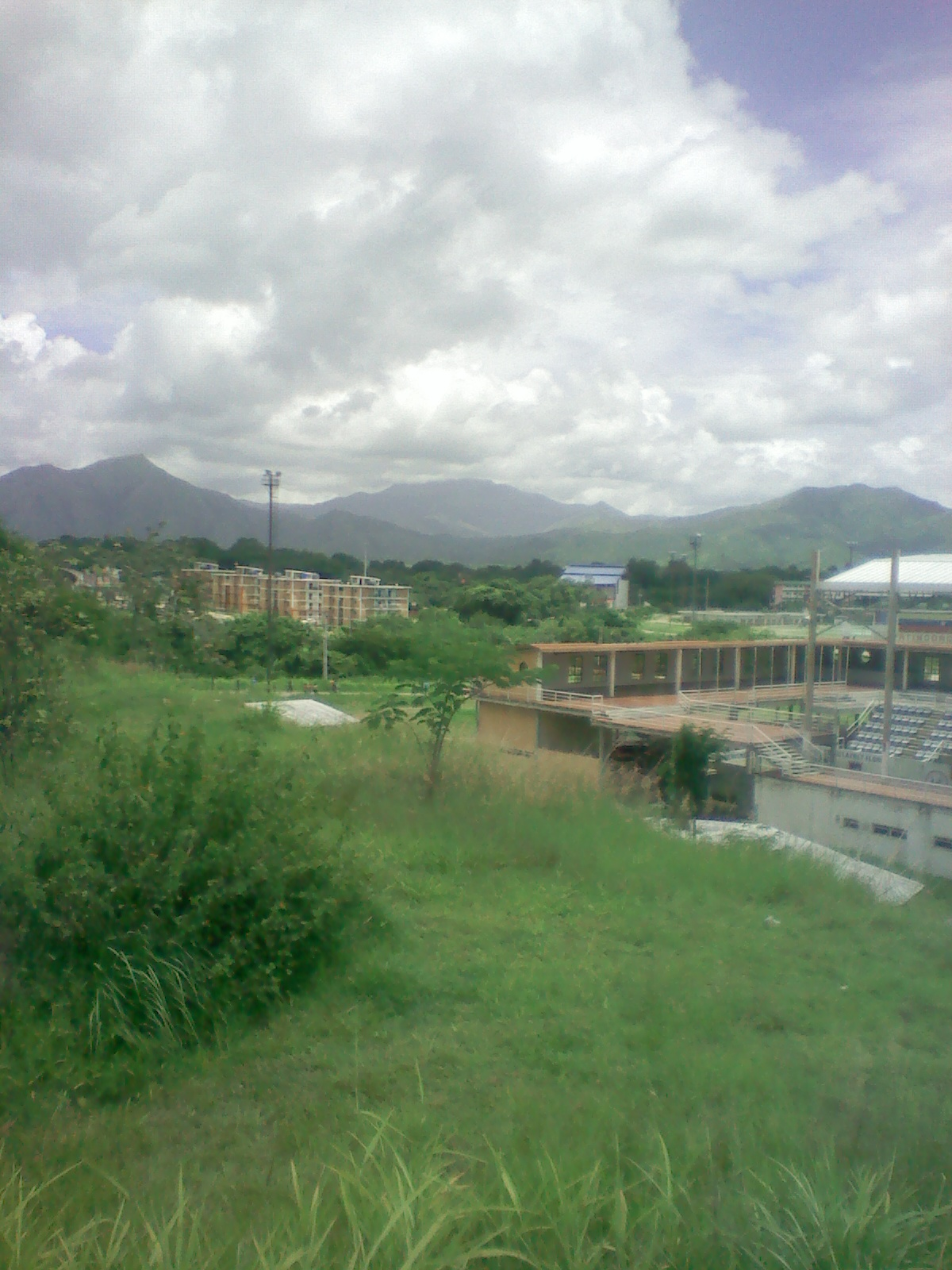
Montañas de San Juan de los Morros

Esta ciudad se ubica en la parte central de la serranía del interior y cuenta con un relieve muy accidentado debido a la erosión, esto le da a San Juan de los Morros la característica de un valle. Alrededor de la ciudad se encuentran distintas formaciones montañosas como los Morros de San Juan. Este tipo de montañas están formadas principalmente por rocas calizas; la máxima altura de estas formaciones geológicas es de 1068 m siendo las 10.as montañas más altas de estado Guárico. El cerro Platillón es una formación montañosa ubicada al oeste de la ciudad, en los límites con el estado Carabobo (país), teniendo una altura de 1930 m s. n. m. siendo la montaña más alta del estado Guárico y el punto más alto de la Serranía del Interior. También destaca el pico Topo La Cruz ubicado al oeste de la ciudad con una altitud de 1524 m s. n. m. siendo la 2.ª montaña más alta del Estado Guárico.

### Clima

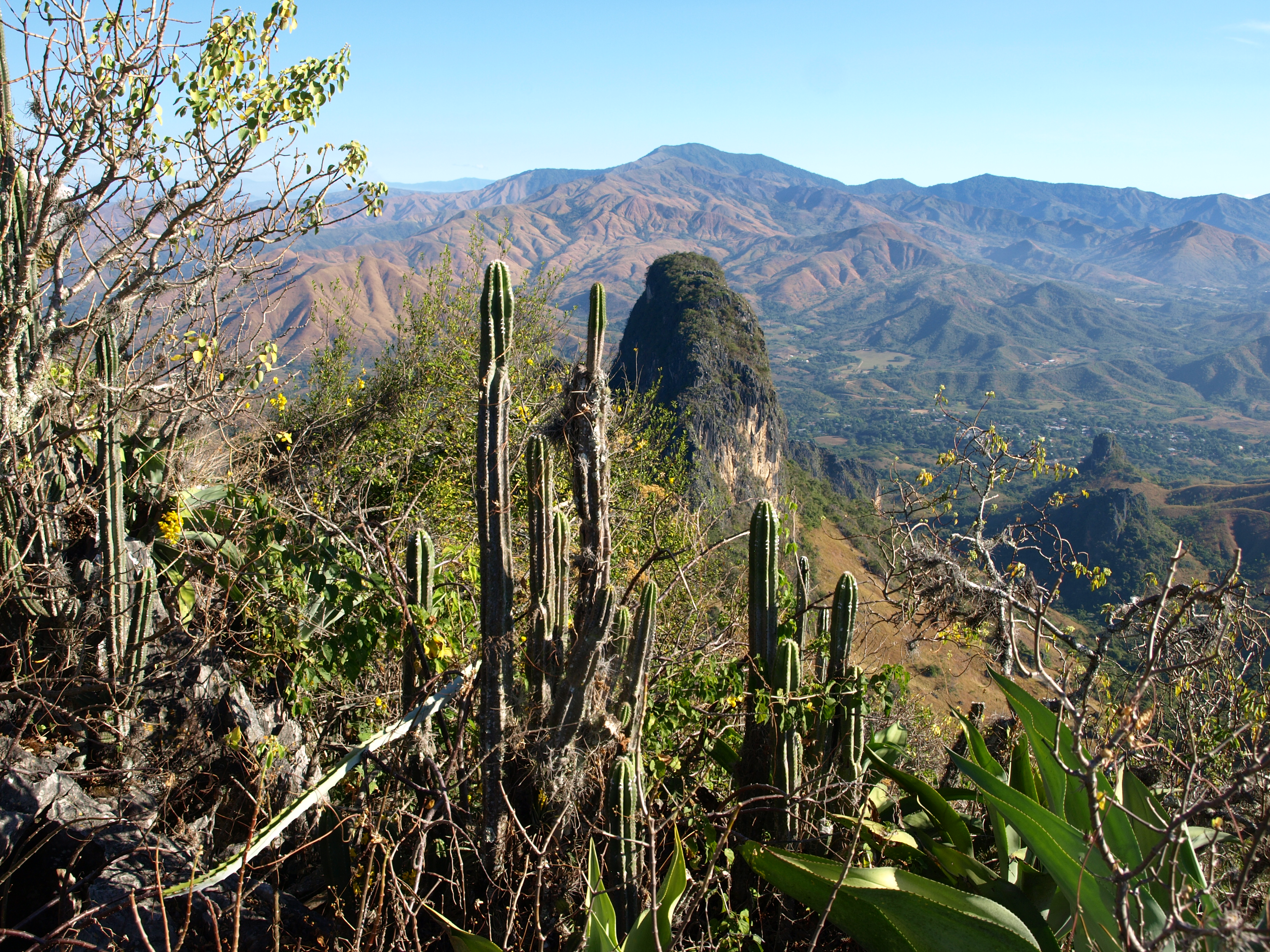
Paisaje típico de San Juan de los Morros.

En la ciudad predomina el clima tropical de sabana y se caracteriza por tener dos estaciones: invierno y verano, en comparación con el invierno el verano cuenta con más precipitaciones. La temperatura media de la ciudad ronda los 35,4 °C y 39 °C. Las precipitaciones son de entre 929 mm y 1185 mm anual.

### Vegetación
La ciudad posee varios tipos de vegetación, entre ellas tropófila de cerros, de alta montaña, bosques caducos y matorrales, pero estos tipos de vegetación tienden a cambiar en épocas de sequías.

### Hidrografía
La red hidrográfica se ve muy afectada por las lluvias, la mayoría de ella forma parte de la cuenca del río Orinoco.
Los principales ríos que atraviesan la ciudad son los siguientes: 
- Río Guárico: este bordea el norte de la ciudad específicamente en la zona industrial, sobre sus aguas se ubica el puente Pedro Zaraza que forma parte de la carretera nacional San Juan-La Villa.
- Río San Juan: este atraviesa en centro de la ciudad, desde su nacimiento cerca de la Universidad Nacional Experimental de los llanos centrales, hasta su desembocadura en el río Guárico al norte de la ciudad.
- Río El Castrero: este río no atraviesa la ciudad como tal, pero sí es el que posee mayor atractivo turístico ya que en sus aguas se encuentra el balneario fluvial El Castrero.

También la ciudad cuenta con numerosas quebradas que atraviesan la ciudad sanjuanera, entre ellas:
- Quebrada La Guaiquera: esta atraviesa el noroeste de la ciudad, comenzando desde su nacimiento en los Morros de San Juan por la urbanización Rómulo Gallegos, pasando por las aguas termales, siguiendo por la Villa Olímpica, hasta su desembocadura en el río San Juan.
- Quebrada el Maniadero: esta quebrada tiene un curso muy corto y atraviesa más que todo el este de la ciudad, nace en el cerro Pariapan y desemboca cerca de la encrucijada de las Palmas en el río San Juan.

### Suelos
Los suelos de la ciudad son de las rocas ígneas básicas. estos suelos tienen un color gris oscuro y en su mayoría están cubiertos por sabanas. Por debajo de estos suelos grises se encuentran unos estratos arcillosos que poseen un color marrón amarillento, estos estratos dejan de aparecer en su totalidad a los 1,2 metros bajo tierra, esto para ser restituidos por otros donde aparecen mezclados arcilla y fragmentos de rocas mu primitivas. Estos suelos se ubican en la zona pendiente de la serranía del interior. En estos suelos el pasto no es muy abundante.

## Localización
| Noroeste: Monumento natural Aristides Rojas/ Villa de Cura/ Maracay | Norte: La Victoria (Venezuela)/ Parque nacional Henri Pittier | Nordeste: Cua/ Charallave/ Caracas                                                         |
| Oeste: Tinaquillo                                                   |                                                               | Este: San Sebastián de los Reyes (Venezuela)/ Altagracia de Orituco/ Barcelona (Venezuela) |
| Suroeste: Cerro Platillón/ San Francisco de Tiznados                | Sur: Calabozo (Venezuela)/ San Fernando de Apure              | Sureste: Chaguaramas (municipio)/ Valle de la Pascua                                       |

## Historia
San Juan de los Morros, situada al centro-norte del país, es la ciudad capital, deportiva, turística y universitaria del Estado Guárico, siendo prácticamente la puerta de entrada a los Llanos Centrales. Aparece a fines del siglo XVI cuando con fiebre de oro visita sus Morros aquel gran latifundista, Garci González de Silva. Simplemente lo llamaban San Juan.

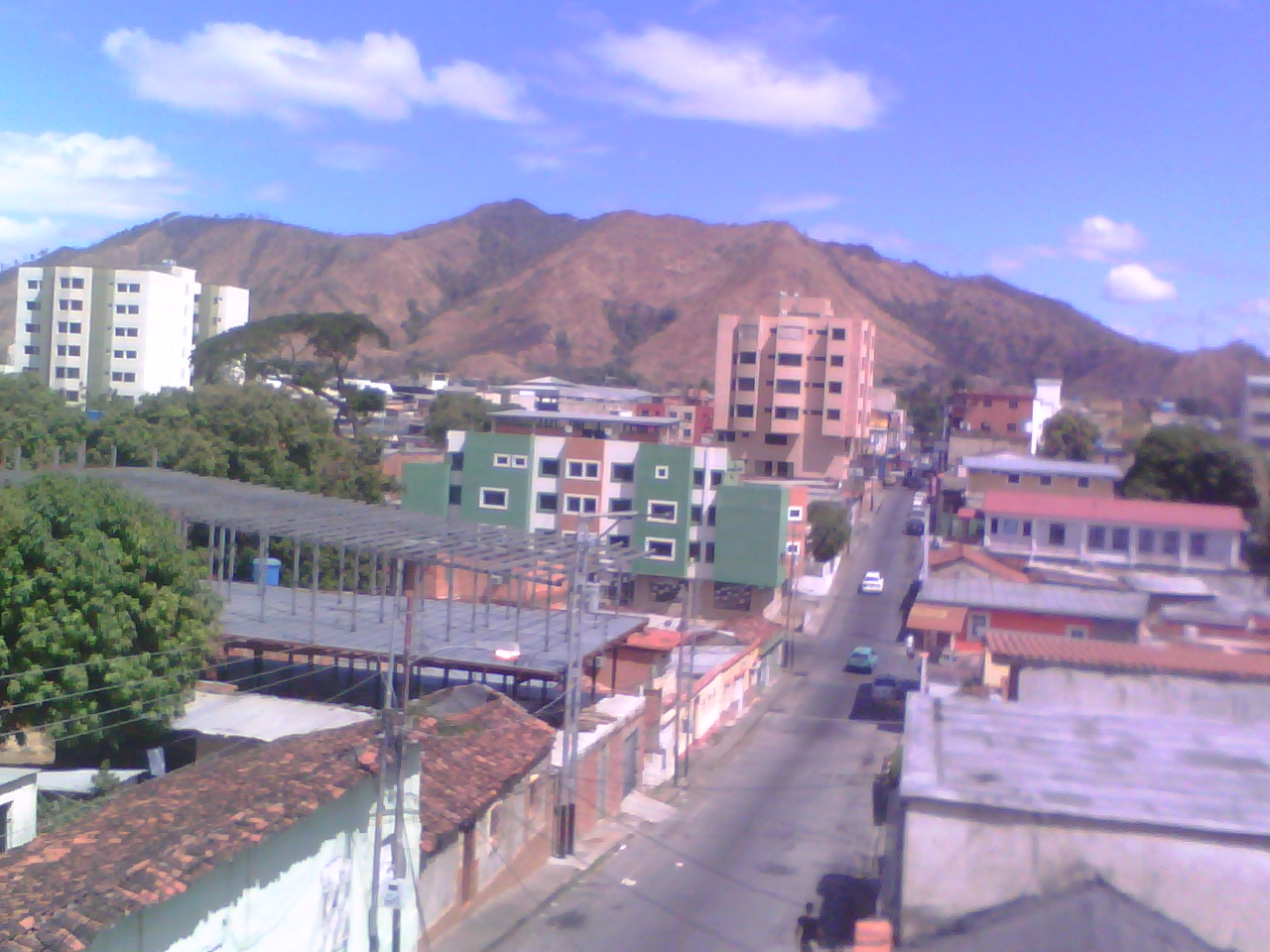
Casco histórico de San Juan de los Morros.

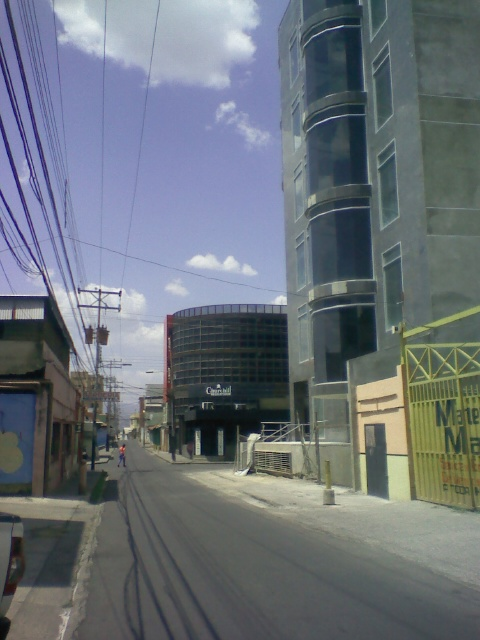
Centro de San Juan de los Morros

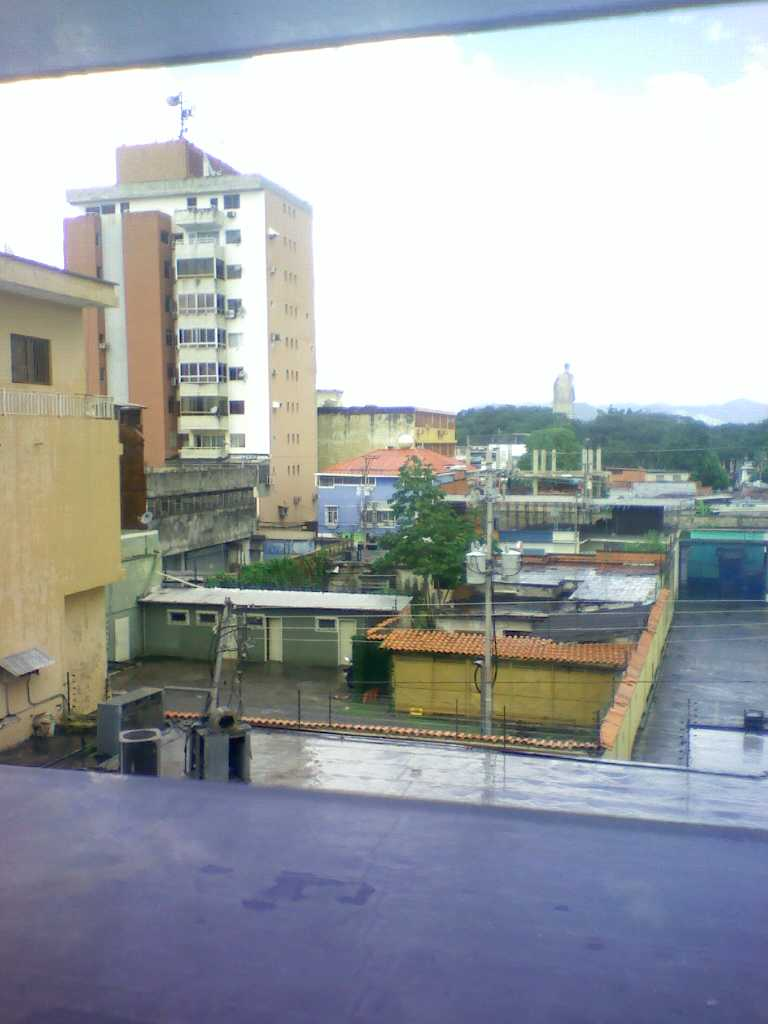
Parte del centro de San Juan de los Morros

A partir de 1567, en Caracas se desató una voraz exploración hacia las áreas circunvecinas, en pos de más tierras, oro e indios para encomendar. De estas surgieron pueblos, entre ellos San Juan de La Paz, erigido a la orilla del río y a las minas, que en 1590, proclamó descubrir Sancho del Villar, quien los denominó: “San Juan, La Platilla, Sangergen e Tiznado e otras quebradas que han sido muy ricas e se ha sacado mucha cantidad de oro” (sic). Así mismo, en 1594, se obtuvieron los títulos de las tierras desde “los morros que llaman Paurario hasta el llamado Tucunuma, donde los españoles alojaron su gente cuando la conquista de los cumanagotos”. En realidad casi ningún oro hubo allí, aunque mucha pirita, llamada por el común “el oro del pendejo”.
Cuando el obispo Martí llega a San Juan en 1783, dice que ya está erigido en parroquia. Habla del culto a la Virgen de La Caridad, que fue motivo de pugna con San Sebastián de Los Reyes, hasta que finalmente, en la litis, triunfó San Sebastián. Durante la guerra de la Independencia, en 1812, a raíz de la inexplicable caída de la República en manos del Generalísimo Francisco de Miranda, el jefe realista Antoñanzas, última a sus habitantes, como haría también en Calabozo. Es bueno acotar que para mediados del siglo XIX el húngaro noble expedicionario Pál Rosty de Barkócz, en 1857, tomó la primera foto de San Juan de los Morros, durante una de sus tantas travesías por América.
Por otra parte, Don Víctor Manuel Ovalles, hijo pródigo de San Juan de los Morros, y quien nació en 1862, afirma que San Juan no tiene fundador: ni infanzones de Castilla, ni frailes extranjeros, ni indios de ninguna tribu podrían reclamar su paternidad”, decía, “surgió sin que nadie se diera cuenta de su nacimiento. Apareció entre colinitas y barrancos, y fue acomodando sus viviendas donde quiso y como le dio la gana”.
Ya en 1873, San Juan era distrito y desde 1934 es capital del Estado Guárico, previa disposición del dictador General Juan Vicente Gómez y resolución de las Legislaturas de los Estados Aragua y Guárico, las cuales decretaron un trueque de pueblos y territorios donde salió ganancioso el Guárico. En dicha transacción, el pueblo de Barbacoas pasa a formar parte del estado Aragua y actualmente es capital del municipio Urdaneta de este último estado. Hubo una caravana presurosa que de Calabozo vino con archivos, funcionarios, formalidades, hieratismo y dobleces, aunque sin palacio, teniendo que instalar al gobierno en un hotel, hasta 1935 en que inauguraron la Gobernación, la plaza , la estatua gigantesca que mandó a elevar cuando le exigieron que querían un San Juan grande. 
Y en una colinita, Gómez edificó la espaciosa quinta de La Mulera, sobre puente del mismo nombre abajo, todo en recuerdo de lo que había tenido que dejar en el remoto Estado Táchira. No se cree que Calabozo fuese despojada de ser la Capital del Estado, porque algunos estudiantes quemaron el retrato de Gómez en 1928, sino que Gómez, ya viejo y desconfiado de todos, integró un grupo estratégico con Maracay y Valencia utilizando a San Juan de los Morros. 
San Juan de los Morros tiene una geografía muy particular donde prevalecen unas espectaculares montañas con un singular aspecto que dan origen aparte del nombre de la ciudad, los Morros. Además de estas formaciones geográficas, San Juan cuenta con una gran variedad de aguas termales las cuales ayudaron al desarrollo de la ciudad desde finales de siglo pasado y por las cuales, además de los morros, también le han dado fama en el país.
Esto se fundamenta en 1901, en el Sitio Histórico de La Puerta, con una batalla, triunfa Gómez sobre Luciano Mendoza. Esa batalla lo engrandeció y comenzó a aquerenciarse con el pueblo decretando en 1913 la reconstrucción de la carretera de La Villa a San Juan, ordena en 1916 construir el balneario, abre en 1920 el Hotel Termal y van aumentando sus visitas. Se trae en 1924 al padre Borges para que diga el discurso en la inauguración del Arco de La Puerta rememorando su gloria, no la del Libertador. Y contrata en 1929 y lo hace iluminar el 24 de julio, en su cumpleaños, no el del otro, un faro de veinticuatro metros, puesto en el morro más alto, que daba luz hasta el llano. Trae la luz eléctrica, el teléfono, los hoteles y el transporte público. Suenan las pianolas, las ortofónicas y victrolas. Hay un mundo galante y señorial. Los autos marca Packard y los Lincoln se hacen bucólicos. Se hospeda en la Casa Amarilla que será luego casa del gobernador.
Ya en 1942 es decretada la creación de una cárcel, la cual es inaugurada en 1949 con una capacidad para dos mil presos, proyecto que hizo pensar al criminólogo Elio Gómez Grillo, que era la mejor del país, porque hay artesanía, programas culturales, deportes, bachillerato y también universidad. La Penitenciaría General de Venezuela (PGV), no escapa a un pasado oscuro que se puede hacer de las cárceles venezolanas, excepto que su historia está tristemente vinculada a la dictadura de Marcos Pérez Jiménez, al sacrificio de muchos que aquí estuvieron pagando rebeldías revolucionarias. La respuesta democrática condujo allí a los exagentes de la política del régimen (Digepol) y al mismísimo Pérez Jiménez.
En 1977, luego de muchas luchas en la calle, al vencer la pesadez administrativa de los gobiernos de turno, se logró la creación en tierras del Guárico de la primera universidad denominada “Rómulo Gallegos”, convirtiéndose en el trampolín de nuevos asentamientos y expansión de la población Sanjuanera.

## Atractivos turísticos

### Monumento a San Juan Bautista

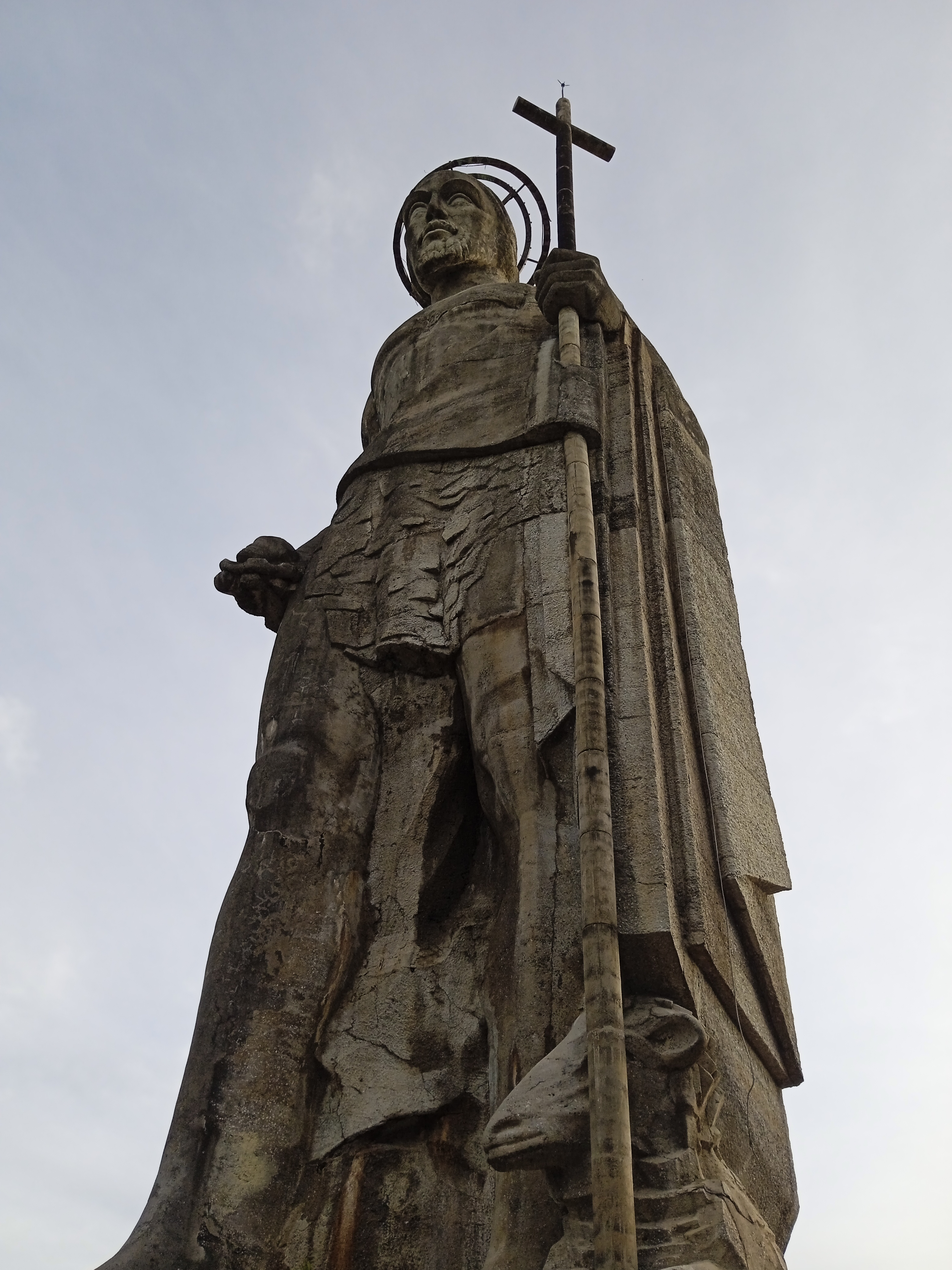
Monumento a San Juan Bautista Sanjuanote.

El Monumento a San Juan Bautista es una colosal escultura conmemorativa de Juan el Bautista, realizada completamente en concreto, levantada a un costado de la plaza Bolívar de la ciudad Comúnmente llamado "Sanjuanote", cuenta con 19,8 m de altura, es una de las estatuas más altas de Venezuela. Fue construida por el mandato del General Juan Vicente Gómez en 1933 como un presente para la ciudad cuando se la decretó como Capital del Estado Guárico. El monumento fue tallado entre 1934 y 1935 sobre el cerro El Calvario, un pequeño promontorio en el centro de la ciudad.
La estatua está rodeada de leones de concreto y antiguos cañones que fungen como cancerberos protectores del monumento. En el sitio donde se asienta el monumento primero se había levantado una cruz de madera que luego fue de concreto armado.

### Monumento natural Aristides Rojas

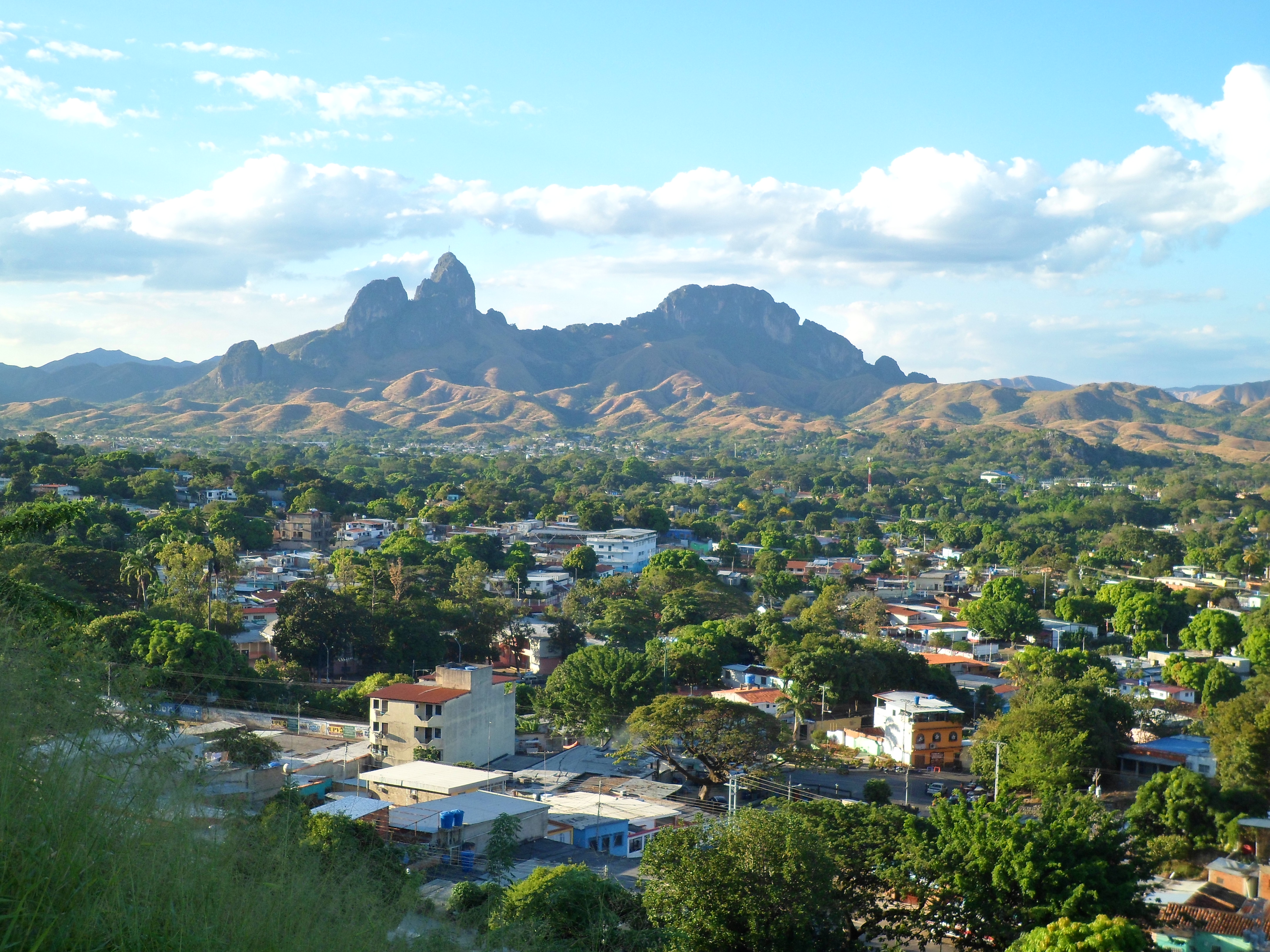
Panorama de San Juan de los Morros.

Los Morros de San Juan son una serie de formaciones geológicas de origen caliza arrecifal de 80 millones de años. Su superficie es de 2755 ha y una altitud de 1060 m s. n. m. Temperaturas entre 28 y 30 °C. Fue decretado Monumento nacional el 11 de noviembre de 1949. 

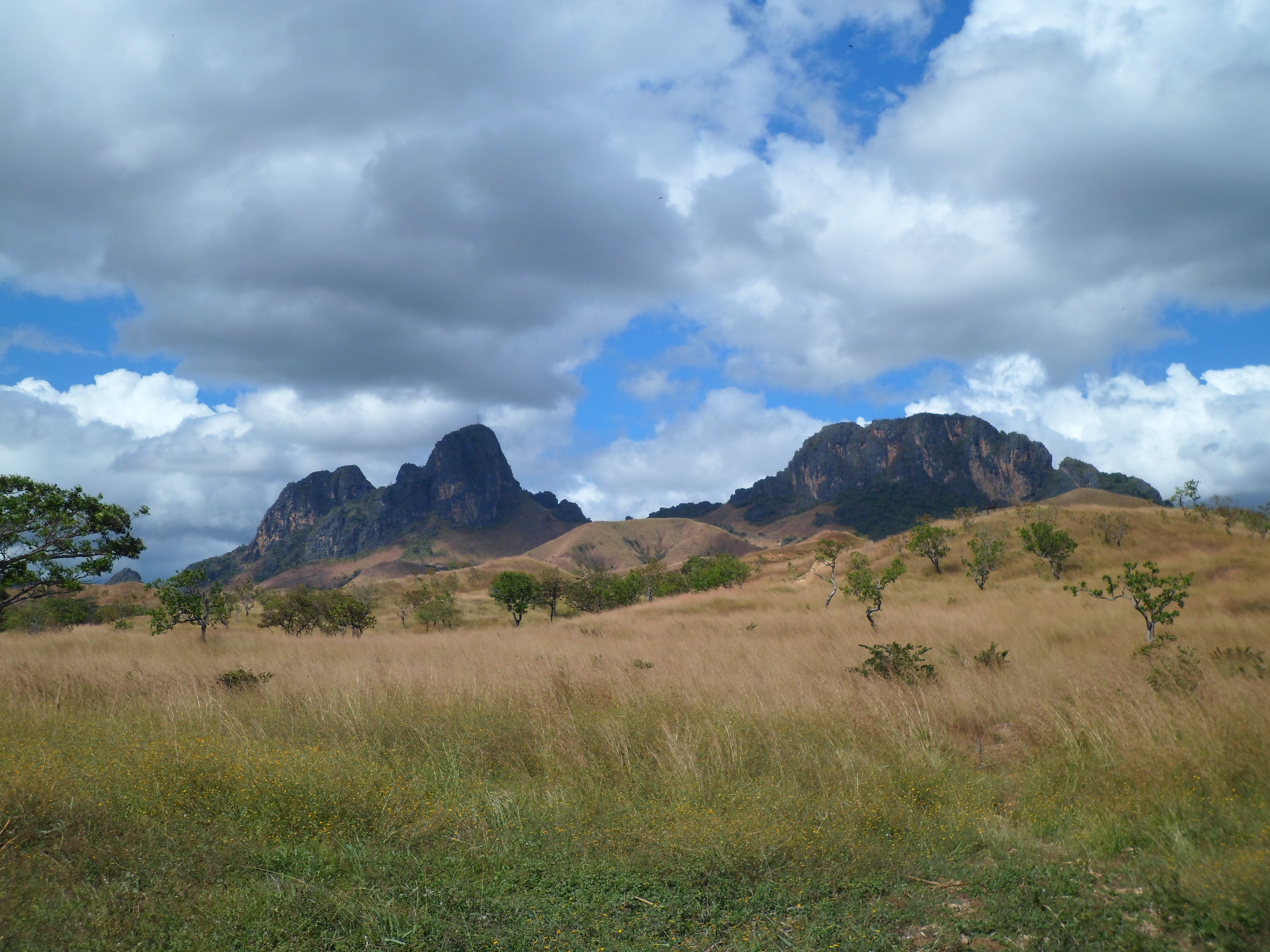
Paisaje en San Juan de los Morros

Formación geológica de basalto granítico, pertenecientes al sistema montañoso del centro, además se observa la presencia de depósitos de caliza, variando su color del blanco puro al café oscuro. Tales calizas están compuestas casi totalmente de cierto mineral denominado calcita, o de otro muy parecido, la dolomita. Así mismo, muy cerca, en las Minas de Santa Isabel, se encuentran depósitos de barinita, cuyas reservas son de pequeñas cantidades, pero de excelente calidad, la cual las hace explotables desde el punto de vista económico. Los depósitos están constituidos por lentes de barita masiva, con espesores de hasta un metro y medio, en rocas volcánicas verdes y muy plegadas. La barita es un componente importante de los lodos de perforación en la industria petrolera. 

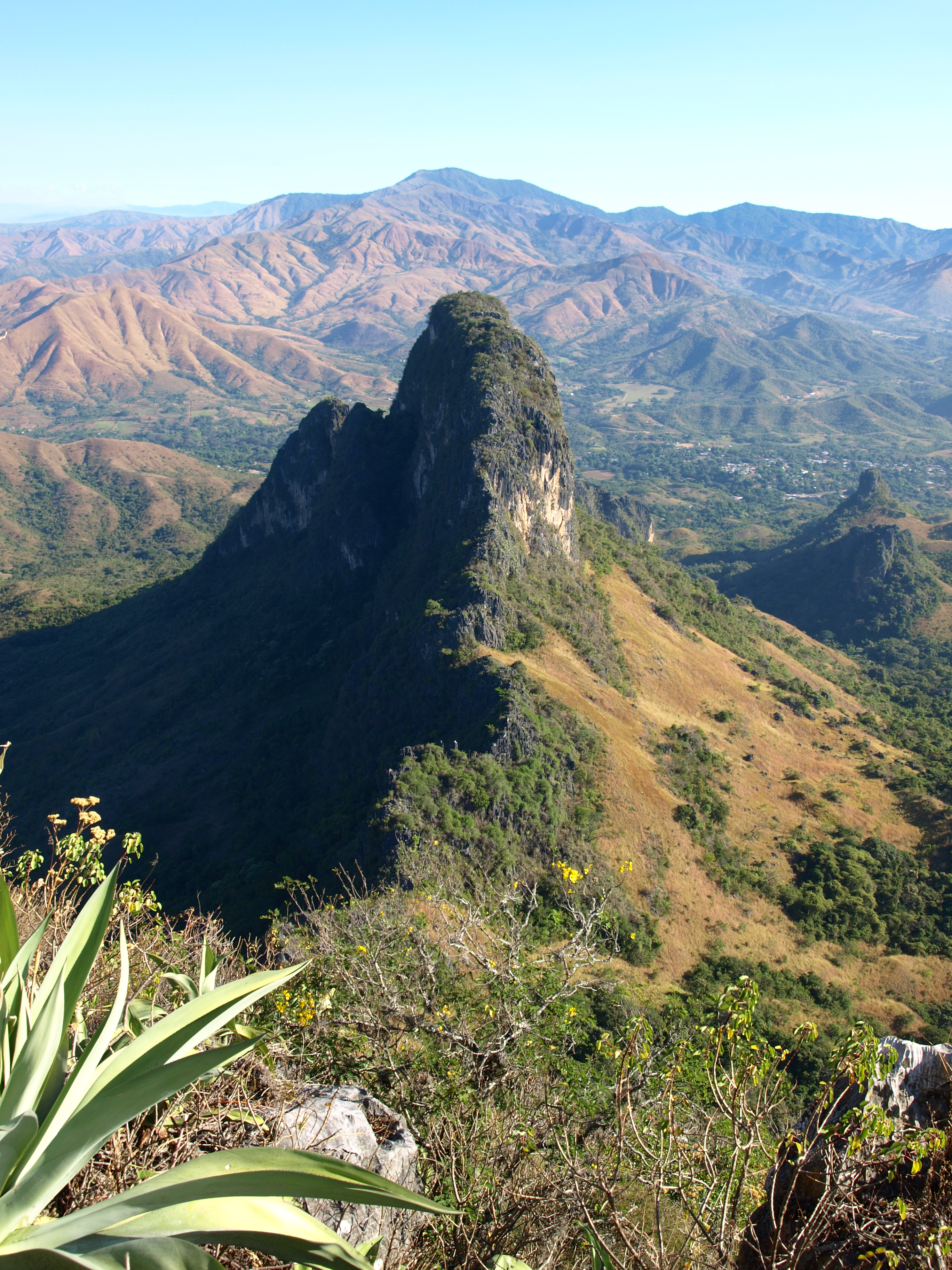
San Juan de los Morros

Volviendo a los Morros de San Juan, a principio de 1929, el Ministerio de Obras Públicas (MOP) había contratado los servicios de un alpinista suizo para que escalara el morro principal y trazara una ruta que permitiera construir, en su cima, un faro para orientar a la incipiente aviación venezolana en su ruta hacia Maracay, donde ya funcionaba uno, y como no diera resultado la tal persona y debido a la premura manifiesta del Gral. Gómez de inaugurar el faro lo antes posible, sucedió que el Ingeniero Carlos Blaschitz, recién nombrado cónsul de Austria en Venezuela, entre los papeles presentados al gobierno, mencionaba, entre otras cosas, que era alpinista, por lo que fue llamado por el MOP para informarle el proyecto del faro, y después de cruzar ideas sobre el caso, hicieron el convenio de que si lograba la cima del gran Morro al término de la distancia, le asignarían la construcción, pero con la condición de que quedase terminado y emitiendo luz el 24 de junio de aquel año, día de San Juan y onomástico del Gral. Gómez y el 108 aniversario de la Batalla de Carabobo”.
El propio Blaschitz en sus memorias dice: “Así, después de intensivas pruebas, llegó la noche del 24 de junio con la obra completamente lista. En la cumbre se encontraba conmigo, aparte de algunos obreros que permanecían vigilantes, el Ingeniero Rosenfed de la General Electric, y quien estaba atento al funcionamiento de la instalación eléctrica... A las 8 p.m., hora convenida con el señor Ministro, insertamos el interruptor y el potente Faro mandó su majestuosa luz hacia la lejanía...” (sic). Los originarios llamaron en su lengua nativa al morro más alto Paurario y al más pequeño Tucunuma.
Es bueno acotar, que este constituye uno de los mejores destinos turísticos de aventura, ya que para llegar al farol se necesita, por lo menos, una hora y media a pie (15 min en auto), por carretera de tierra para llegar al pie del cerro, más 2 horas y medias entre caminatas en pendiente pronunciada, 20 escaleras de hierro y 2 de cemento, para llegar a la cima y maravillarse con una magnífica vista en la que se puede observar toda la extensión de San Juan de los Morros, los Llanos centrales y ciudades importantes como Maracay y el lago de Valencia.

### Cerro Platillón
Nombre utilizado entre la población rosciana para identificar la formación montañosa ubicada al oeste de la ciudad de San Juan de los Morros 

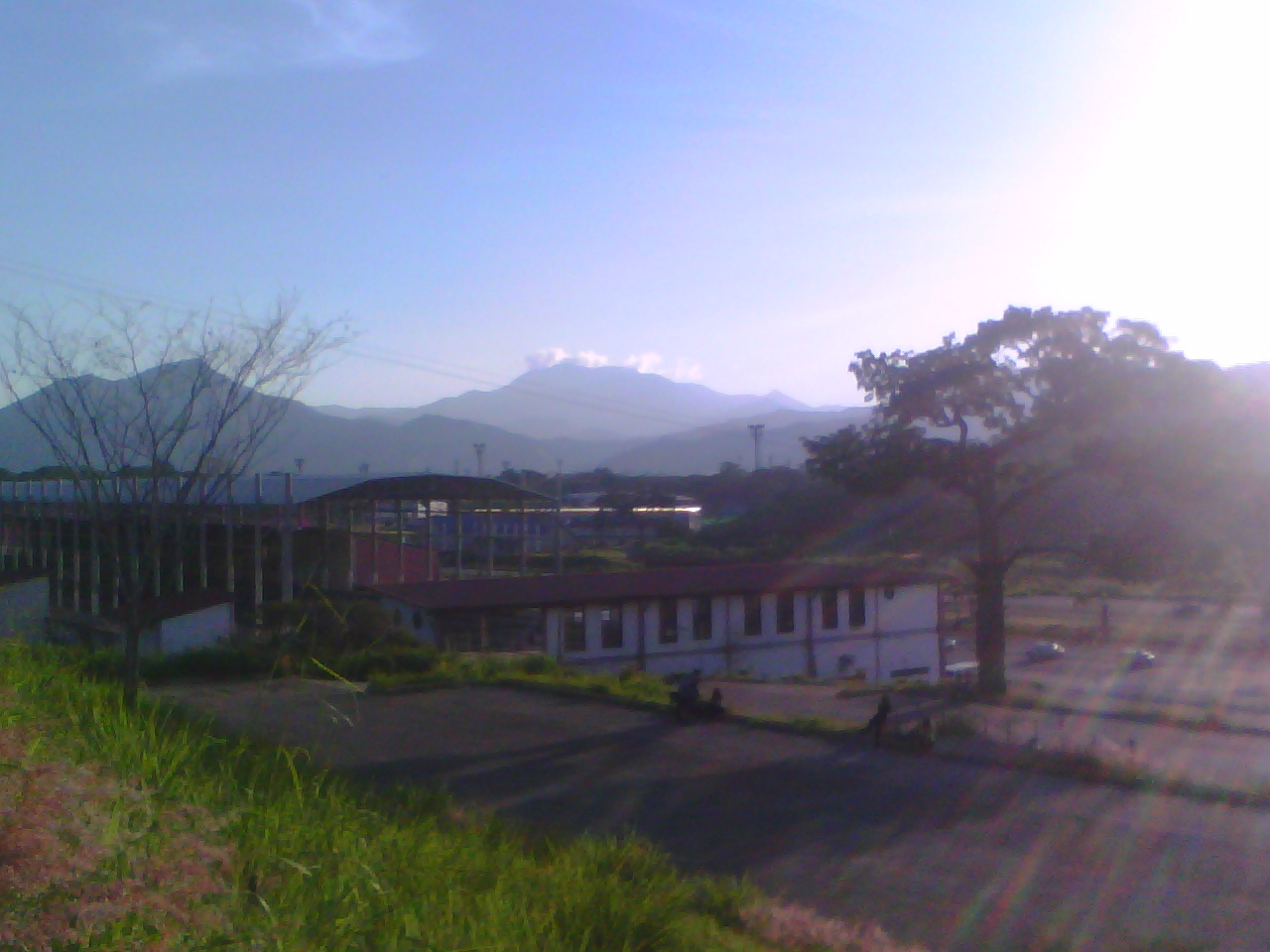
Vista del Pico Platillón al fondo desde la Ciudad Olímpica

y que tiene una superficie de 8000 ha, su altitud de 1930 m s. n. m. siendo la montaña más alta del estado Guarico y el punto más alto de la Serranía del Interior, permite que se consigan temperaturas entre 15 a 25 °C. Parte de este parque queda dentro del territorio del Municipio Juan Germán Roscio (Estado Guárico) y otra parte del estado Carabobo. 
Fue nombrado monumento natural el 4 de febrero de 1987.

### Los Baños Termales
Las aguas termales también llamada así en su inicio, ha sido uno de los principales motivos de las cuales mucha gente hacía parada en San Juan de los Morros. Estas son aguas sulfurosas, alcalinas y boratadas también tienen una característica de color azulado; normalmente la temperatura media es 33,5 °C.
Los Baños Termales de San Juan son famosos por su poder curativo, el cual se debe al alto contenido de sulfato que poseen sus aguas. Tal es su efectividad y de tan remotos tiempos, que siendo Guzmán Blanco Presidente de Venezuela, el 18 de enero de 1874, llegó a San Juan el día que pasó hacia Güarumen, cincuenta kilómetros hacia el Llano, a bañarse en sus aguas termales, reconocidas ya por los médicos para su uso exterior y estomacal. Estas son las que motivan el traslado de la capital del Guárico a Ortiz, porque a pocos pasos es el Capitolio de Güarumen.
Las de San Juan son analizadas por el científico Adolf Ernst, el médico Luis Rodríguez y el rector de la Universidad Central de Venezuela Pedro Medina, que era el médico personal de Guzmán. Y allí se decretó la apertura de la primera carretera a la ciudad, para poder acceder a los baños termales de Agua Hedionda, fuente curativa que le había recomendado su médico de cabecera. Para 1896, el general Joaquín Crespo ordena la reconstrucción del estanque y las piscinas que había en la fuente del agua termal; y dispone la construcción de la Casa Amarilla. En 1916, el general Gómez visita la fuente de Agua Hedionda y ordena la construcción de un balneario “para que durara toda la vida, que la democracia se lo impediría”, cerrando también el símbolo, que cada cinco años prometen reinaugurar. Los trabajos se inician el 21 de octubre de 1917, bajo la dirección del ingeniero Leonardo Jiménez. Se concluye el 13 de diciembre del mismo año. El 22 de febrero de 1920 fue inaugurado el Hotel Termal, siendo 5324 la cantidad de habitantes en el pueblo. Para el año 1929 se acentúan las visitas del general Gómez, habitando constantemente la Casa Amarilla. San Juan de los Morros se hace un poco la capital de la República de Venezuela, Ministros, amigos del hombre fuerte y quienes esperan ser recibidos, llenan el Hotel Termal. Familiares de Gómez han hecho construir varias casas en la “sabana de Agua Hedionda”.

### Antiguo Hotel Termal

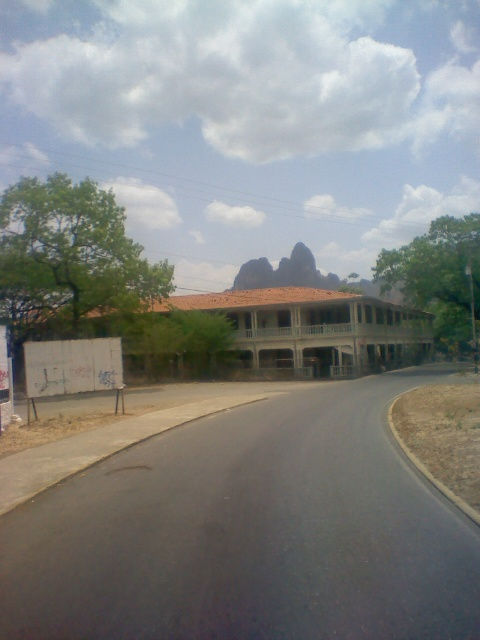
Antiguo Hotel Termal

El General Juan Vicente Gómez visitaba con mucha frecuentaba a San Juan de los Morros. Las aguas sulfurosas le servían al Benemérito, por recomendación médica, bañarse con estas aguas para mantenerse en buena salud.
Se hizo construir una casona con grandes y amplios pasillos, jardinerías, llamada La Casa Amarilla, por su cercanía al pozo sulfuroso.
Familiares y amigos del General Gómez, iniciaron la construcción de sus residencias de descanso espiritual. Grandes inmuebles muy confortables, donde predominaba el confort y el lujo. En vista de que necesitaba atender a un gran cantidad de visitantes importantes del régimen, se le ocurrió construir un Hotel.
El ingeniero Rafael Díaz inicia la obra, luego fue sustituido por el ingeniero Guillermo Salas. Esta obra monumental estuvo bajo la Dirección ciudadano de origen alemán León Becker, en el año 1916.
Ese mismo año, el general Juan Vicente Gómez ordenó la construcción del balneario, después modificada.
En el año 1920, El Hotel Termal  es inaugurado en su primera etapa con 12 habitaciones y con una planta alta que servía de mirador.
Por la gran demanda que tenía el Hotel, se modificó y se terminó la obra con gran número de habitaciones para satisfacer dicha demanda. Este Hotel tiene un patio central que lo cercaba el servicio de baños, cocinas y con unas tuberías que estaban conectadas desde el pozo y así alimentar de aguas sulfurosas a todos los baños para sus inquilinos. Al frente posee un gran corredor para la tertulia y servía para los bailes de esta élite gomera.
Las grandes mansiones que adornaban la cercanía a la casa del General Juna Vicente Gómez, colocaba la convicción de una marcada desmembración social y económica entre la fecunda élite en la línea antagónica con el pueblo humilde, sencillo que estaban apartados del disfrute de estos espacios.
Después de la muerte del general Juan Vicente Gómez, todas estas edificaciones fueron expropiadas y muchas de ellas echadas al olvido. Esta fue la suerte de los baños termales.
Son cicatrices de la historia que no tiene doliente, pero siguen sangrando por la herida social que ella representa, por el motivo de que fue construido con dinero de la nación y debería regresar, no como Hotel, sino como un patrimonio cultural para el pueblo de San Juan de los Morros para que su desarrollo turístico preserve la memoria del pueblo llanero.

### Monumento a la Bandera

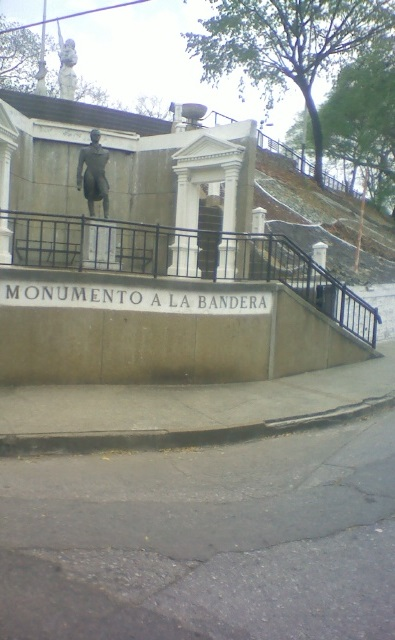
Monumento a la Bandera

La estatua del monumento a la bandera fue construida por orden expresa de Br Ricardo Montilla el 24 de julio de 1964, siendo Gobernador del Estado Guarico.
La obra de arte la ejecutó el escultor Alejandro Colina y el decreto para su ejecución se imprimió en la gaceta oficial el mismo mes y año y fue refrendado por el secretario  general de gobierno el Sr. Juan Balbi Medina.
En el morro donde está ubicado este monumento, existen otras alegorías con leyendas sobre apuntes históricos muy importantes.
Las palabras de inauguración de este monumento, fueron pronunciado en el nombre del estudiantado rosciano por el estudiante Ángel Vicente Del Corral hijo conocido y apreciado auxiliar de farmacia Don Ángel Del Corral el 24 de julio de 1964.
El 12 de marzo  de 1970 el ejecutivo del estado Guarico con motivo del día de la bandera, rinde homenaje a nuestra insignia tricolor con la reproducción del canto a la bandera cuyo autor  es el poeta Hurtado Ascanio ( El Vate Hurtado).
En el monumento a la Bandera la estatua que se encuentra allí es la del Generalisimo Francisco de Miranda quien fuera el precursor de nuestra independencia, y muere en la cárcel de la  Carraca soñando con la independencia de Venezuela.
La situación exacta del monumento a la bandera queda al frente de la fuente luminosa entre la avenida Miranda y avenida Romulo Gallegos.

### Plaza Bolívar de San Juan de los Morros
Este popular espacio urbano fue inaugurado en 1935. La comunidad le otorga gran valoración porque ahí se conmemoran las fiestas patrias, religiosas y populares, desde su inauguración hasta nuestros días.Además, destaca el monumento en honor a san Juan Bautista, conocido como San Juanote. Esta espacio se ubica en el centro de la ciudad, entre la avenida Sendrea y avenida Cedeño

### Iglesia de San Juan Bautista (San Juan de los Morros)
Fue fundada el 26 de mayo de 1780 A lo largo de la historia ha tenido 72 sacerdotes como párrocos, de los cuales 68 han fallecido; su actual párroco es Monseñor Raúl Alfredo Ascanio Chirino.
La nueva iglesia de la parroquia de San Juan de los Morros: su construcción durante el gobierno del general Juan Vicente Gómez, el 28 de febrero de 1930. Mide 41 m de largo, 
por su parte interior, 19 m de ancho y 12 de altura.

### El Faro
Ubicado en el Morro más alto del monumento natural Aristiedes Rojas, fue mandado a construir en el año 1929 por el general Juan Vicente Gómez , para que orientara a la incipiente aviación venezolana en su ruta hacia Maracay. Desde su inauguración hasta nuestros días, se ha constituido en mirador excepcional, al cual se accede a través de escalera de Hierro.

### Casa de la Cultura "Víctor Manuel Ovalles"
Ubicada en la avenida Bolívar de la ciudad, esta casa de la cultura es la más importante del estado Guárico, fue inaugurada en el año 1970.
Su nombre es en honor al Dr. Sanjuanero Víctor Manuel Ovalles. En esa casa de la cultura se realizan actividades didácticas como taller de expresión y motivación infantil, teatro, taller de pintura, taller de cerámica. Cuenta con una biblioteca, escuela de música, galería de artes y sala de conferencia.

### La Casona

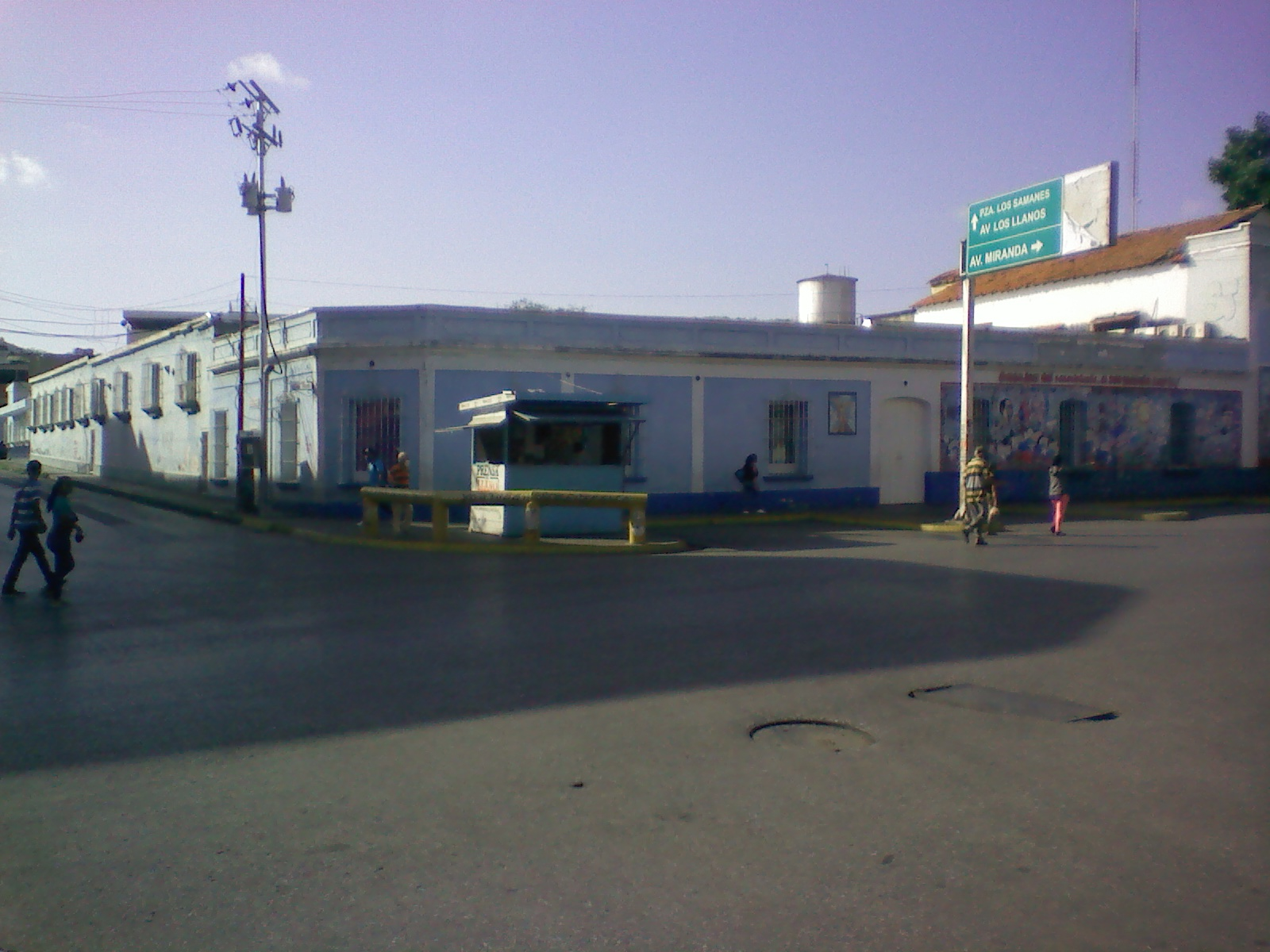
La Casona Universitaria

Ubicada en la avenida Bolívar cruce con calle Salias, donde actualmente funciona el centro clínico universitario "Fundacliu" y el Decanato de postgrado de la Universidad Nacional Experimental de los Llanos Centrales Rómulo Gallegos. En el año 1934 cuando se decreto San Juan de los Morros como capital del estado Guarico, en este edifício albergaron las recién mudadas oficinas de gobernación, donde funcionaron por 16 meses hasta que un incendio precipitó la mudanza hasta la sede de la gobernación estadas actual. Restaurada del incendio, la Casona pasó a ser la sede del hospital Guarico y luego fue entregado a la universidad.

### Casa Amarilla de San Juan
La casa amarilla de San Juan de los Morros, fue construida por el general Joaquín Crespo  en el año 1869, siendo presidente de Venezuela.
De acuerdo a la versión de Fugencio Alayon, el general Juan Vicente Gómez la obtuvo por compra que hizo ala señora Gorrin entre los años 1916 al 17, explicando que el general Gómez a transformó con el fin de convertirla en su residencia particular debido a los frecuentes viajes que el general efectuaba desde la ciudad de Maracay para darse baños termales. Pero muerto Gómez, tanto como el Hotel Temal y la casa Amarilla pasaron a formar parte de los bienes nacionales.
La Casa Amarilla permanece desocupada durante varios años, hasta que el año 1943, siendo presidente del estado Julio Ramón Montenegro y presidente de la república el general Isais Medina Angarita, el presidente del estado recibe instrucción del ministerio del interior, para que procedieran a reparar la casa Amarilla con el fin de que fuera habitada por todos los gobernadores del estado Guarico

### Cuartel La Mulera
Está ubicado en la avenida los puentes de la ciudad, cerca del monumento a la Bandera.
Fue construido en 1934. Según los historiadores, el general Juan Vicente Gómez se encargó de diseñar esta casa, como una réplica de la casa solariega de la familia Gómez en San Antonio del Táchira estado Táchira

### Balneario fluvial El Castrero
Está ubicado en las faldas del pico Platillón a 8 km de San Juan de los Morros. Su mayor atractivo lo constituye sus aguas cristalinas provenientes del pico Platillón y su clima frío, diferente al que se experimenta al resto de la región. El Castrero cuenta con todas la instalaciones necesarias para que disfrutes, incluyendo baños y sitios para comer. Cuenta también con numerosas caídas de aguas, kioscos para parrillas y estacionamiento
Más allá del balneario hay un mundo por explorar para los visitantes de otras ciudades. Siguiendo la vía, encontrará una encrucijada, que a su lado derecho conduce hacia el poblado de Callecitas. Al cruzarlo hallará un puente de guerra y debajo, un sitio ideal para disfrutar de un buen baño con tranquilidad. Optar por el lado izquierdo de la encrucijada, en la subida al cerro Platillón, -declarado Monumento Nacional- no es recomendable para vehículos de paseo, pues se trata de una vía rural. La empinada vía va peinando la montaña, dejando atrás la posibilidad del refrescante baño, pero ofreciendo espectaculares paisajes y excelentes restaurantes de comida criolla, donde podrá disfrutar de cachapas extragrandes, pisillos, palo’apique y otros platos típicos llaneros.
La imagen puede contener: exterior, naturaleza y agua

### Embalse de Tierra Blanca
Esta obra hidráulica fue construida en el año 1976 sobre la quebrada Corazal, con una extensión de 4 hectáreas ubicado a 10 km de San Juan de los Morros. Este embalse es la principal fuente de agua potable de dicha ciudad, bombeando aproximadamente 300 litros por segundo. Tierra Blanca tiene acceso por un desvío de la carretera nacional de Villa de Cura a San Juan de los Morros. Este embalse se alimenta principalmente mediante el trasvase de cuenca desde el río Guárico, y una depresión natural en roca en el estribo izquierdo de la presa, por lo que los aportes de su propia cuenca son poco significativos. Además es un parque recreativo con actividades planificadas y dirigidas.

### Laguna del Fuerte Conopoima

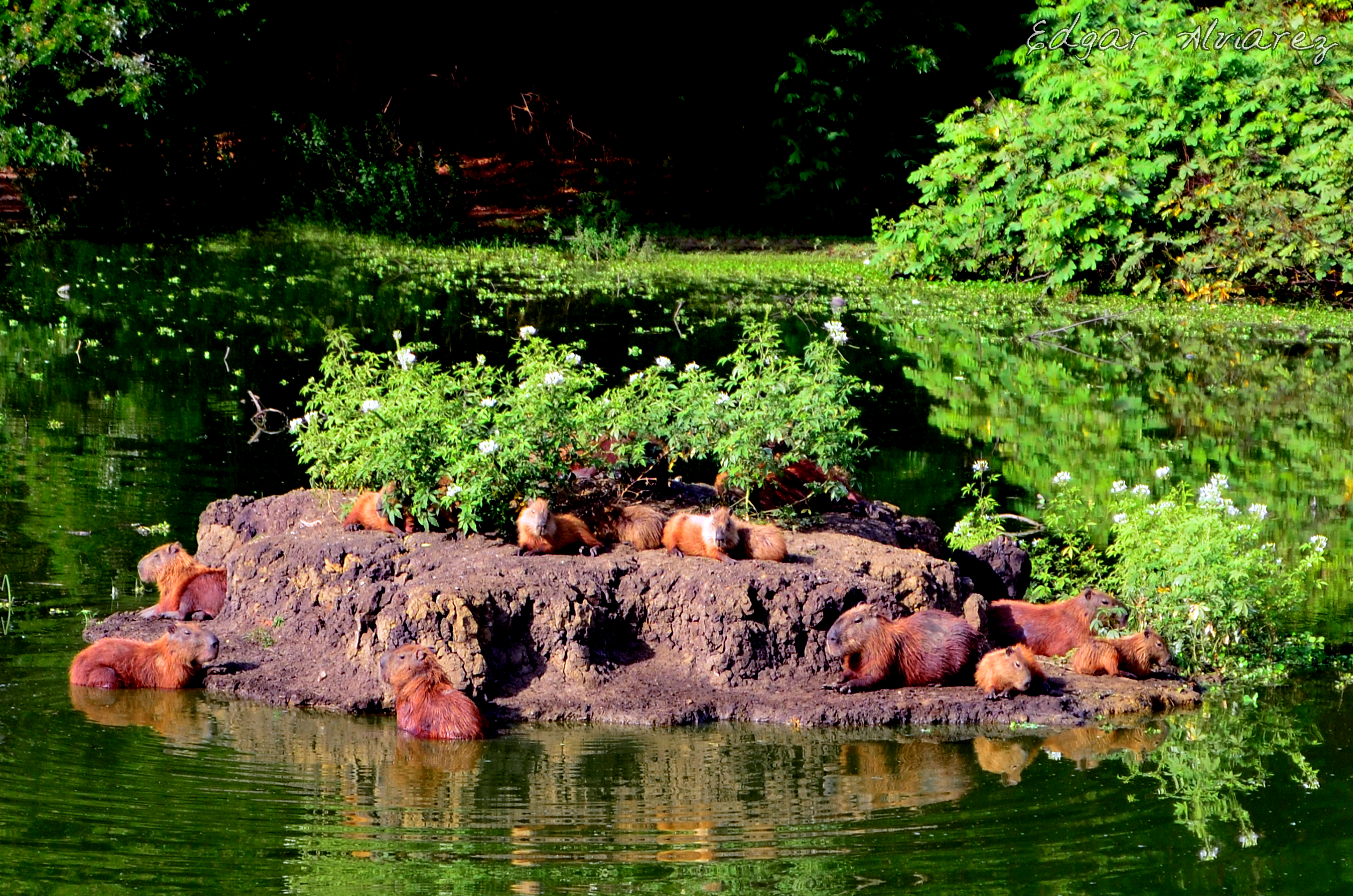
Chigüires en San Juan de los Morros

Es un reservorio de agua natural del Fuerte Conopoima, el cual fue fundado en los años 50 durante el mandato presidencial de Marcos Peres Jiménez, y desde entonces ha sido mantenida por los efectivos castrenses, se encuentra ubicado dentro de la ciudad de San Juan de los Morros, municipio Juan Germán Roscio Nieves, Estado Guarico.
La reserva es considerada patrimonio del Fuerte, ha ganado concursos de fotografía por brindar un atractivo paisaje; además posee una diversidad de Fauna que hacen vida en sus inmediaciones como garzas blancas, teracay, chigüire y babas, propio de la fauna de la geografía llanera.

### La Puerta del Llano
Justo en la entrada de San Juan de los Morros en el Estado Guárico, en una diminuta desviación a la derecha poco después de una estación de gasolina a la entrada de la ciudad, nos encontramos con este bello monumento que forma parte de la carretera vieja y simboliza el éxito en las batallas de la independencia, este fue construido a principios del siglo XX.

### Cerro Pariapan

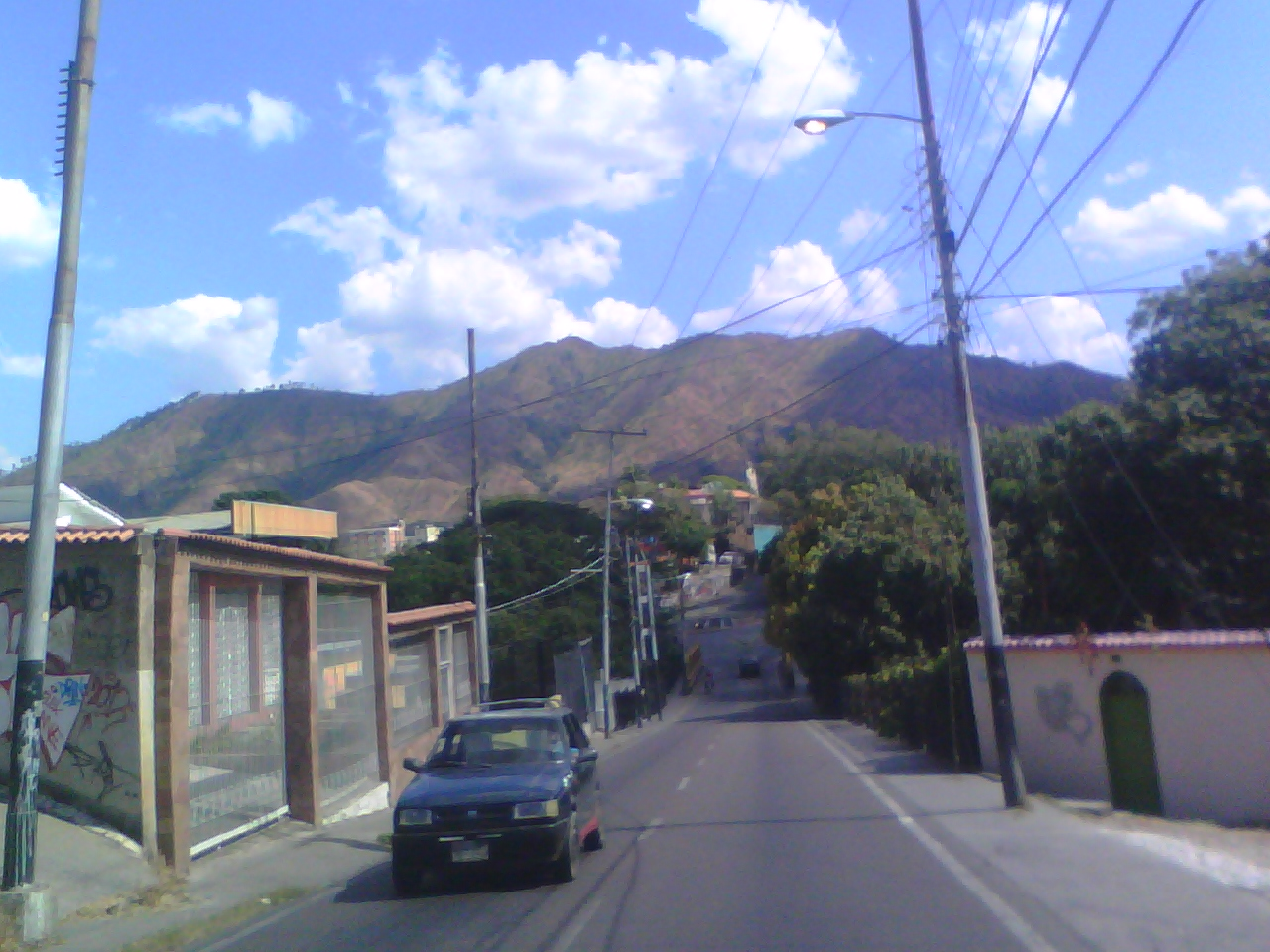
Cerro Pariapan.

Según Alejandro de Humboldt él le canto al cerro Pariapan por su majestad y su belleza rico en flora y fauna, y unas cascadas cristalinas que parecían bajar del mismo cielo. De las cascadas existentes desaparecieron casi todas con las quemas y las talas indiscriminada, tan solo queda una cascada donde la gente se baña con frecuencia.
Durante la primera quincena del mes de abril de 1971 la Compañía Anónima Nacional Teléfonos de Venezuela (C.A.N.T.V.), instaló en la cilla del cerro Pariapan una torre para transmitir imágenes la rastreadora de Camatagua, plante televisora que inauguró el Dr. Rafael Caldera el 29 de noviembre de 1970.
El las faldas que rodean el cerro Pariapan se destacan 2 populares barriadas, una la constituye la urbanización Pariapan en honor a su nombre y la otra es un barrio que en principio se llamó Barrialote y hoy en homenaje a un gran poeta gracitano tomó el nombre de Don Jesús Bandres.

### Cerro Santa Rosa

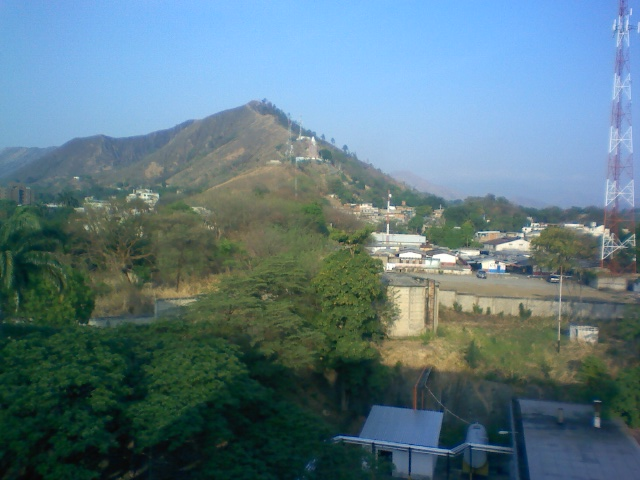
Cerro Santa Rosa

Es una Formación montañosa ubicada al suroeste de San Juan de los Morros, entre la Av. José Félix Ribas y la carretera nacional vía los Llanos elevándose a más de 700 m s. n. m. Es uno de los principales pulmones de San Juan de los Morros, cuenta con una gran variedad de flora y fauna. El cerro de puede apreciar desde todas las partes de la ciudad, en él se encuentra el mirador turístico Teobaldo Mieres lo cual se accede a través de la calle Simón Rodríguez.

### Mirador Teobaldo Mieres

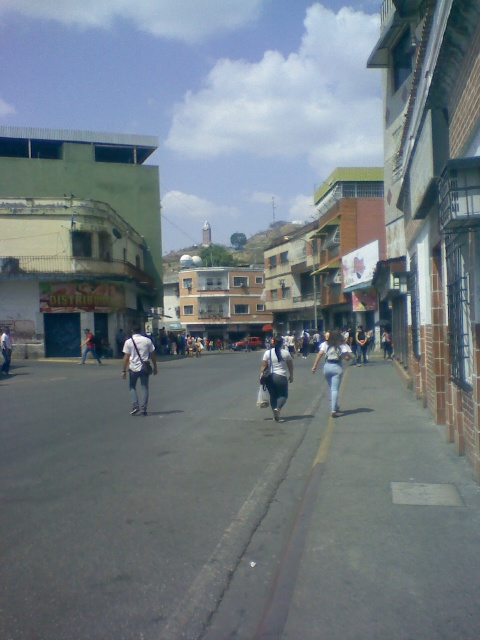
Vista del Centro de la ciudad con el Mirador Teobaldo Mieres al fondo

El mirador Teobaldo Mieres fue construido bajo el gobierno de José Díaz Milano durante el año de 1976 y el proyecto para su construcción  fue elaborado por el ing. Nelson Arocha Rojas, presidente del F.O.N.D.E.R. para la fecha.
El mirador fue inaugurado por el mismo Teobaldo Mieres y las palabras que pronunció en su inauguración fueron elaboradas or la insigne educadora Doña Elisa de Belisario en el año de 1978 durante el gobierno del ingeniero  José Ángel Hernández.
Desde la altura del mirador podemos divisar la majestuosa vista panorámica de la bella ciudad Guariqueña, ella invita a pasar ratos agradables con una brisa permanente y fresca que acariciando nuestra tez nos conforta y regosija alimentando el espíritu para conformar el amor y la paz que debe reinar siempre en nuestros corazones.
El mirador está acompañado de fuentes-piletas de hacen que el sitio sea más atractivo. El nombre del Mirador Teobaldo Mieres lo hace aún más acogedor, ya que Teobaldo Mieres fue un sanjuanero por adopción que siempre en carne propia los cantos de su tierra amada. una atracción sana que reconforta al espíritu y estimula al ser humano en el dura batallar de la existencia.
El mirador Teobaldo Mieres constituye sin lugar a dudas
Franco Gerratana, cuando fue alcalde inauguró el monumento a la Beata María Candelaria de San José, en las instalaciones del mirador Teobaldo Mieres, las personas podían caminar por su interior y apreciar la ciudad. Después el final de su gestión no siguió funcionando internamente.

### Universidad Rómulo Gallegos

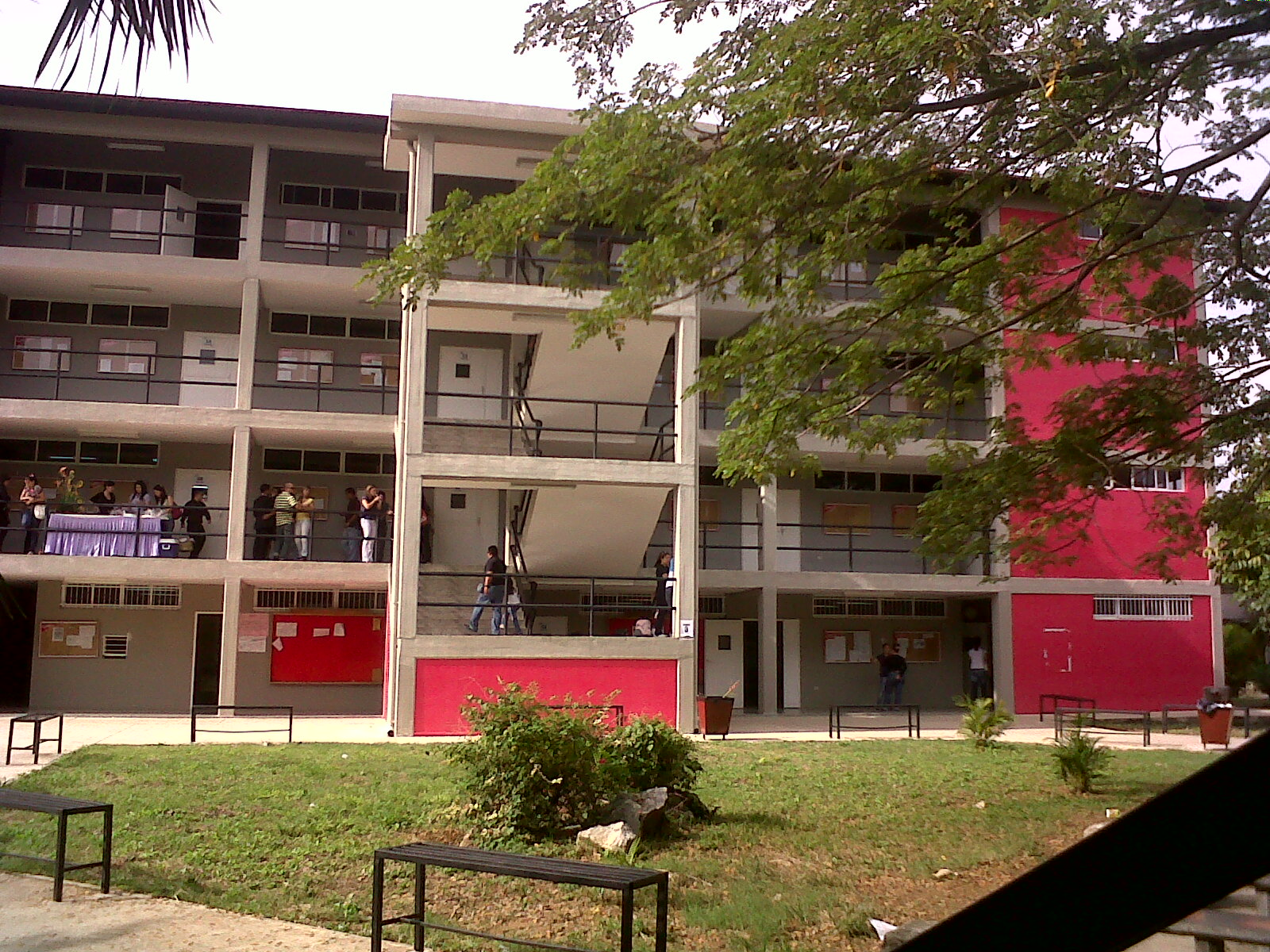
Facultad de Odontología de la UNERG.

Por decreto presidencial la Universidad Nacional Experimental "Rómulo Gallegos" se creó el 25 de julio de 1977, durante el gobierno de Carlos Andrés Pérez, constituye el alma mater o máxima casa de estudios superiores de la entidad llanera.
La sede central de la Universidad Rómulo Gallegos se encuentra en San Juan de los Morros y el desarrollo que ha tenido en los últimos años le ha otorgado el título de la ciudad universitaria del Guárico. 
EL campus universitario de la UNERG está asentado en hermosas colinas en la vía hacia el balneario "El Castrero". Cuenta con edificaciones al estilo colonial, destacándose la sede del Rectorado. También son llamativos las lagunas que adornan el terreno universitario, los cuales fueron utilizados por un tiempo para la práctica de la piscicultura. El jardín botánico cuenta con varias especies de flora y la Concha Acústica (conocida entre los estudiantes como "concha rústica", por su peculiar diseño) sirve de escenario para muchos eventos universitarios.
La Universidad "Rómulo Gallegos" o simplemente la UNERG ofrece una variedad de carreras y Programas de Formación Nacional (PNF) en diversas Áreas de Conocimiento, ellas son: Ingeniería Agronómica de Producción Vegetal y Animal, Medicina Veterinaria, Medicina, Enfermería, Odontología, Radiodiagnóstico, Medicina Integral Comunitaria (PNF), Nutrición y Dietética (PNF), Fisioterapia (PNF), Optometría (PNF), Histocitotecnología (PNF), Terapia Ocupacional (PNF), Administración Comercial, Contaduría Pública, Economía, Comunicación Social, Derecho, Ingeniería en Informática, Ingeniería Civil, Ingeniería en Hidrocarburos, Educación e Historia (PNF).
A mediados del año 2003 se construyó la avenida Universidad Dr. Federico Brito Figueroa que facilita el acceso a la universidad desde el centro de la ciudad. 
El Área de Postgrado está en el centro de San Juan de los Morros, en una edificación antigua donde funcionó el Hospital "Guárico" antes de ser trasladado a su nueva sede, es llamada ahora Casona Universitaria y sirve de sede del Área de Postgrado desde 1996.
En el resto del estado Guárico se encuentran otros núcleos de la universidad, así como Aulas Móviles distribuidas en toda Venezuela

### Complejo deportivo Villa Olímpica Hugo Chávez

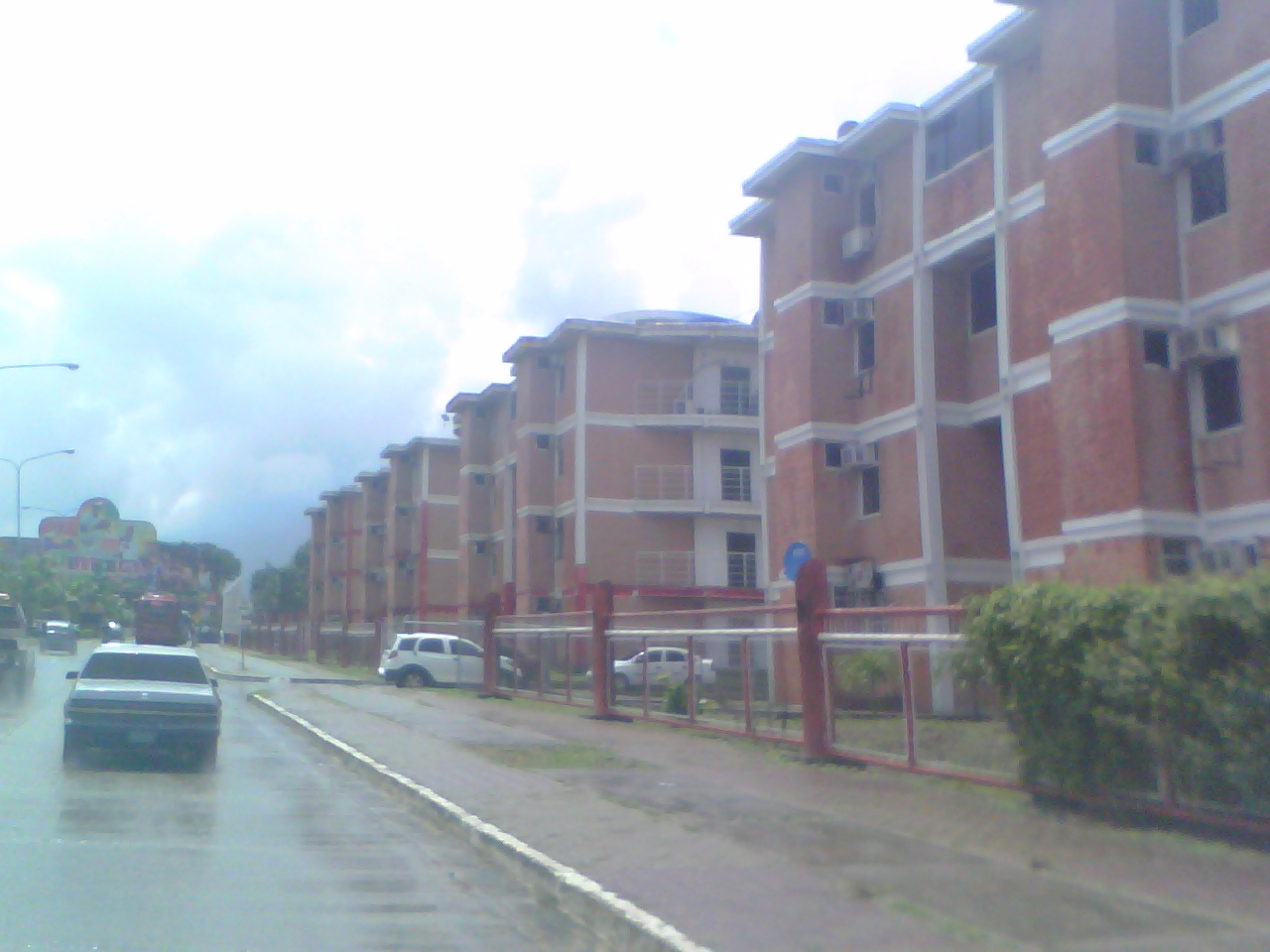
Apartamentos de la ciudad olímpica.

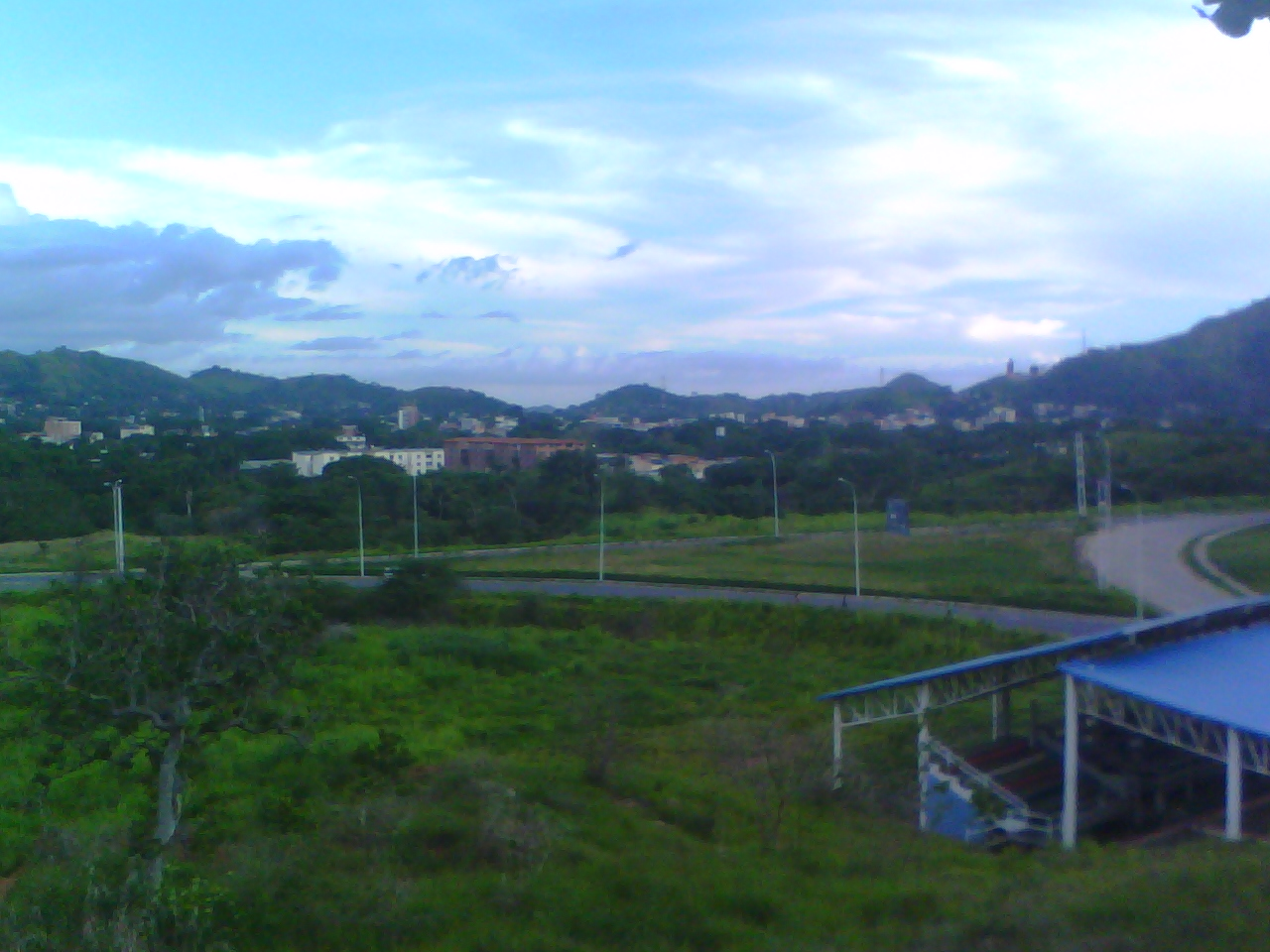
Vista de San Juan de los Morros desde la ciudad olímpica

Se encuentra ubicado entre las avenidas Rómulo Gallegos y Simón Bolívar de la ciudad capital. Su construcción se inició en el año 2007 por orden del entonces presidente de la República Bolivariana de Venezuela Hugo Chávez y el gobernador del estado Guárico Eduardo Manuitt Carpio, la iniciativa surgió para desarrollar competencias deportivas en el marco de los Juegos Deportivos Nacionales Llanos 2007. 
En la actualidad, cuenta con cuatro torres de apartamentos que sirven de alojamiento para los atletas de alto rendimiento, además de una serie de complejos como son el Octágono, el Domo Olímpico, el Patinódromo, las canchas de voleibol de arena, canchas de tenis, entre otras instalaciones de gran magnitud. Destacan el Muro de Escalada considerado el más alto de Latinoamérica, el complejo de piscinas (en remodelación) y la Monumental Manga de Coleo Lairet Flores, la más grande de Latinoamérica. También cuenta con un nivel comercial donde se ofrecen distintos servicios relacionados con la actividad bancaria, gubernamental y negocios particulares. 
Asimismo, cuenta con un comedor para atletas y personal deportivo, la gran área para conciertos musicales y eventos de masas. En el año 2012 se construyó la primera caminería sobre terreno de arcilla y además posee parque infantil para el disfrute de visitantes que diariamente se dan cita en este importante centro deportivo de la capital guariqueña. 
Cabe destacar que la Villa Olímpica de San Juan de los Morros representa una excelente opción de esparcimiento y recreación para propios y turistas, diariamente cientos de personas en su mayoría jóvenes inundan sus espacios para la práctica deportiva entre las que resaltan voleibol de arena, fútbol, basketball, patinaje, caminatas, bailoterapias, artes marciales, crossfit, montañismo, tenis, ultimate, entre otras.

## Economía

### Agricultura
La agricultura no sobresale mucho en la producción del país.
Resaltan las producciones de yuca, tomate, maíz, arroz, tabaco, algodón y frijoles (producciones a baja escala). La mayoría de esta producción tiene como destino a los mercados de la ciudad y un pequeño porcentaje de destina a los mercados fuera de San Juan de los Morros.

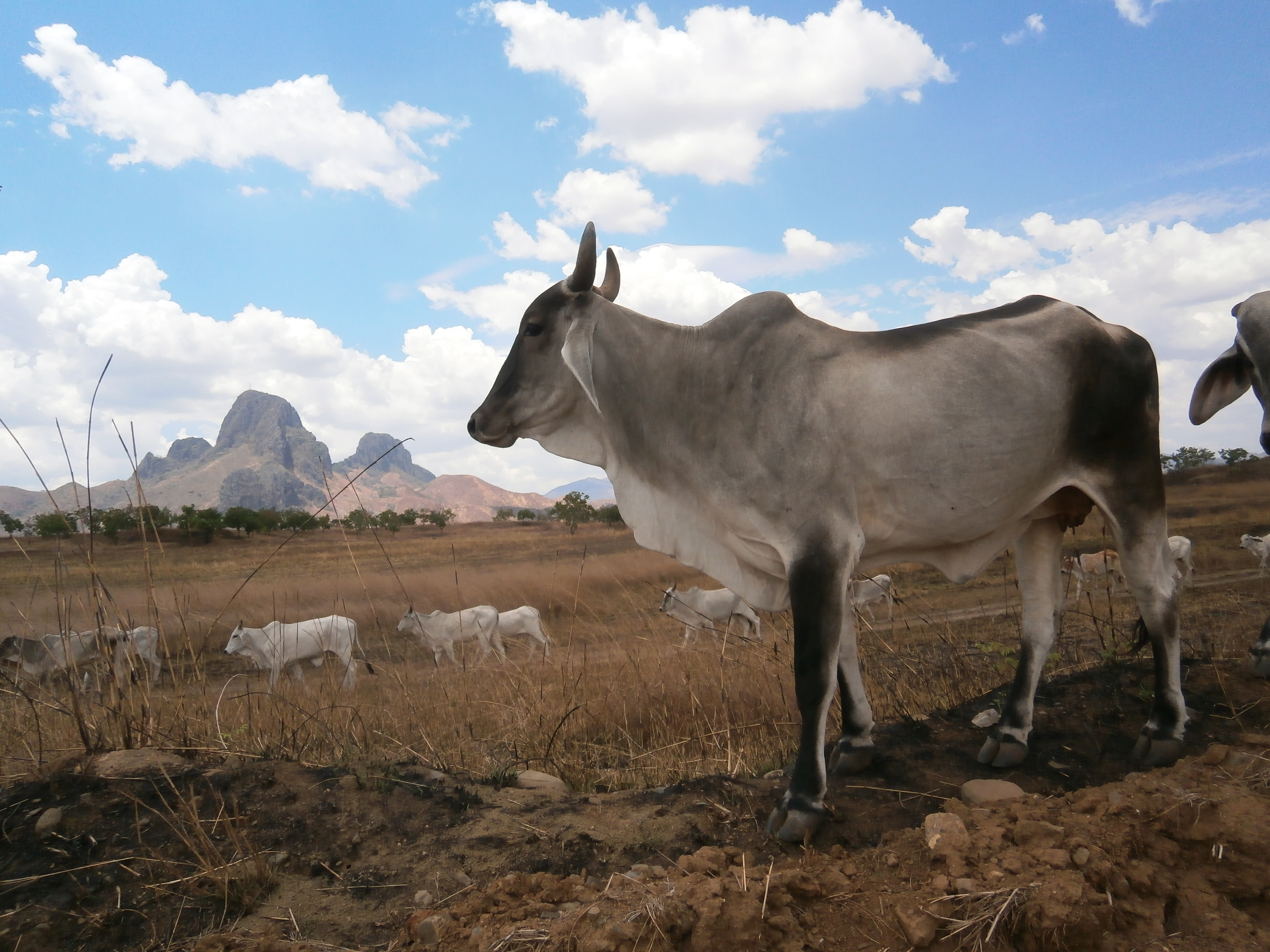
Arreo de ganado en época de sequía.

### Ganadería
Este sector de la economía no es muy importante. Se practica por personas particulares (no se practica para la venta en establecimientos) y se da hacia las zonas del Castrero, Chacao, Picachito y los Bagres, entre otras zonas rurales del municipio Roscio.Se crían ganado caballar, vacuno y porcino.

### Industria
El municipio Juan Gérman Roscio posee una Zona Industrial cuya actividad ha sido reducida en los últimos años, esta situación se debe a que la mayoría de la mano de obra es absorbida por las oficinas de servicios privados y gubernamentales.
En la única zona industrial de municipio Roscio que se encuentra en San Juan de los Morros, se han construido empresas procesadoras y empacadoras de arroz y de producos lácteos, también se han instalado industrias tradicionales como la de bebidas, alimentos, calzados, y vestidos etc.

### Comercio
En la ciudad se practica la economía formal como informal. Abundan los comercios pequeños pero relevantes tales como bodegas, peluquerías y expedios de licores. Un gran número de comerciantes practican la economía informal vendiendo en mesas ubicadas en zonas específicas, comidas, carcasas telefónicas y baratijas. También existen varias instituciones bancarias y financieras estables.

## Medios digitales
- Diario La Prensa del Llano
- Diario El Nacionalista
- El Tubazo Digital
- Diario La Antena

## Medios de comunicación social
La ciudad cuenta con varios medios de comunicación sociles entre ellos impresos, audiovisuales y telecomunicación.

### Canales regionales de televisión
- TV Llano (Fuera del aire)
- Roscio TV
- Siembra TV
- Guárico TV
- SIBCI Guárico

### Medios impresos
- Ciudad Guárico
- La Antena (periódico)
- Jornada (Corresponsalía)
- El Periodiquito (Corresponsalía)
- Diario El Nacionalista (Dejó de circular definitivamente en versión impresa para convertirse en un medio digital)

### Estaciones de radio
- Ebenezer 89.1 FM
- Oyes 89.7 FM (Antes Morros FM)
- Cantaguárico 91.3 FM
- Mastranto 91.9 FM (Fuera del aire)
- UNERG 92.7 FM La Universitaria
- 11Q 93.7 FM
- Fe y Alegría 94.3 FM
- Retro Music 95.3 FM (Fuera del aire)
- FM Deportes 96.9 FM (Fuera del aire)
- Radio Reloj 99.7 FM
- Radio Nacional de Venezuela RNV 100.5 FM (Fuera del Aire)
- Tremenda 102.3 FM
- Alabanza 103.5 FM
- Bethel 106.1 FM
- Capital 106.9 FM
- Radio Guárico 1060 AM constituye la única estación emitiendo su señal en Amplitud Modulada

## Salud
Los centros de Salud más importantes de la capital guariqueña son:

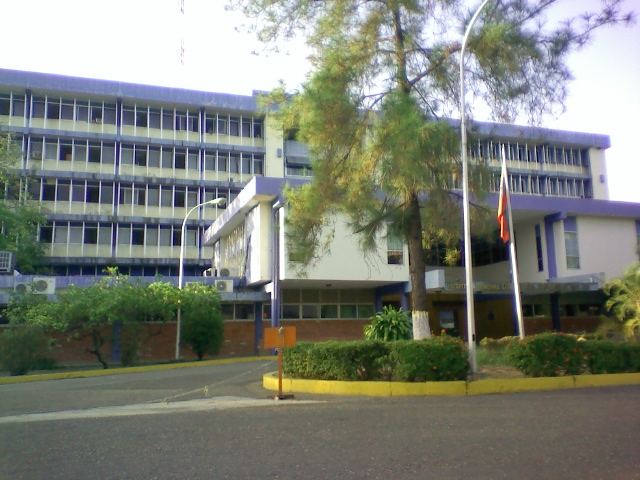
Hospital General Dr. Israel Ranuarez Balsa

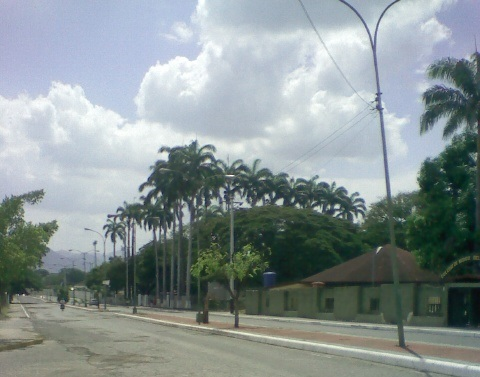
Colegio de Médicos del Estado Guarico

- Hospital Dr. Israel Ranuarez Balza. Ubicado en la avenida Santa Isabel.

- Hospital del Instituto Venezolano de los Seguros Sociales Darío Vivas. Inaugurado el 20 de octubre de 2020. Ubicado en la avenida Santa Isabel.

- Clinica Santa Rosalia. Ubicada en la avenida Guaiquera, urbanización La Tropical.

- Policlínica San Juan. Ubicada en la calle Girardot, Urb. Los Laureles.

- Clinica Cedeño. Ubicado en la avenida Bolívar.

- Centro de Diagnóstico integral Tulio Pineda. Ubicado en la avenida José Félix Rivas.

- Centro de Diagnóstico Integral Che Guevara. Ubicado en la Urb. Bella Vista.

- Centro Clínico Universitario Fundacliu. Ubicado en la calle Salias.

- Oficentro Los Morros. Ubicado en la calle Salias.

- IPASME. Ubicado en la avenida Sendrea.

- Instituto Venezolano de los Seguros Sociales "IVSS". Ubicado en la calle Mariño.

- Sociedad Anticancerosa. Ubicada en la avenida Los Puentes.

- Centro Clínico Rómulo Gallegos. Ubicado en la calle 3, Urb. Romulo Gallegos.

- Unidad Medica Integral Los Morros. Ubicado en la Urb. Los Telegrafistas.

- Colegio de Médicos del estado Guárico. Ubicado en la avenida Luis Aparicio.

## Transporte
San Juan de los Morros cuenta con numerosa líneas de mototaxis, autobuses, carros por puesto y líneas de bus Guárico.
Cada uno de estos medios de transporte posee un pasaje lo cual varía con el tiempo. Las motocicletas también llamadas motos, son medios de transporte más recientes y que poco a poco van ganando popularidad, por otro lado las bicicletas ha dejado de circular como medio de transporte en los últimos años.

### Bus Guárico

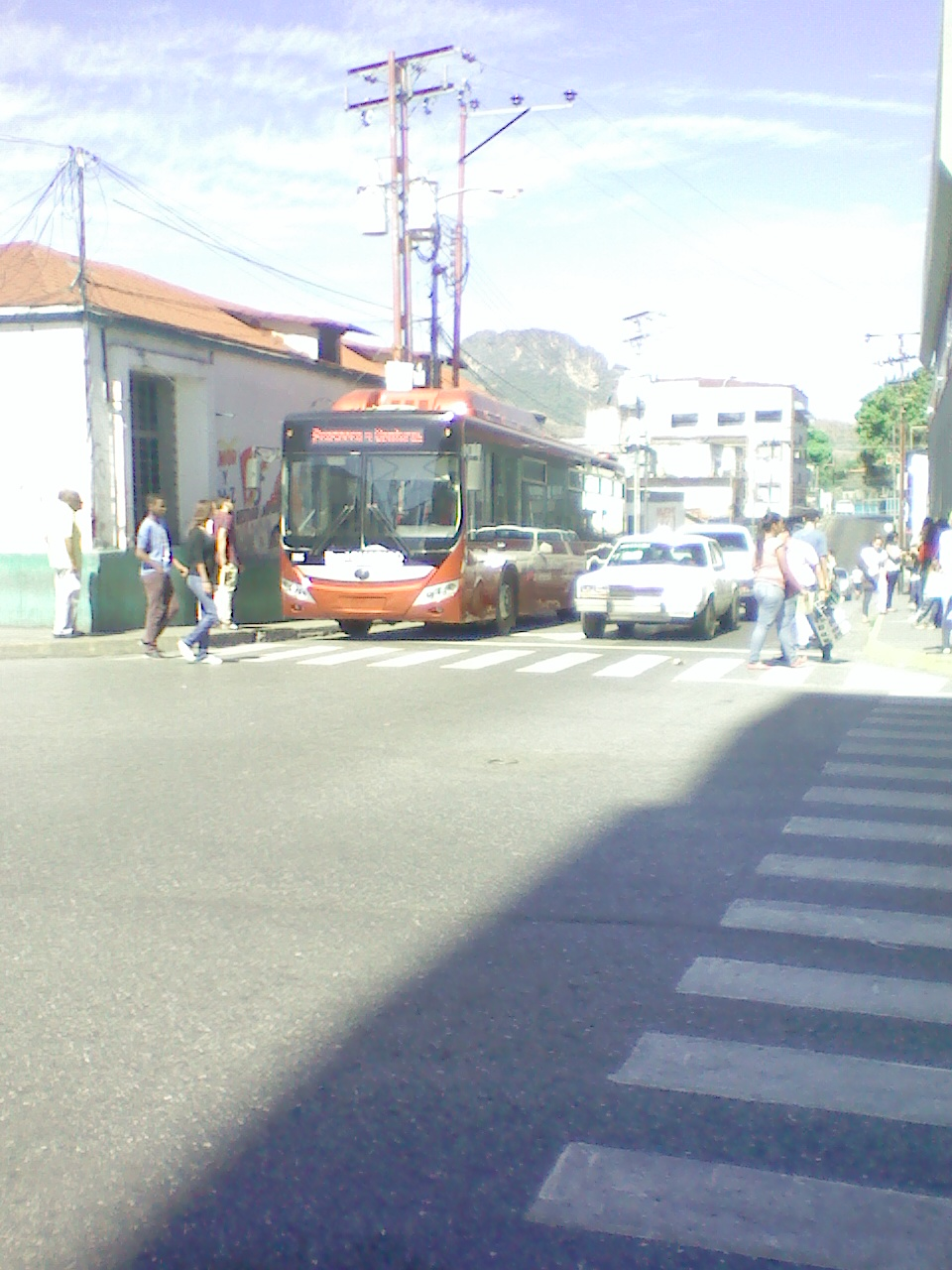
Unidad de BusGuarico

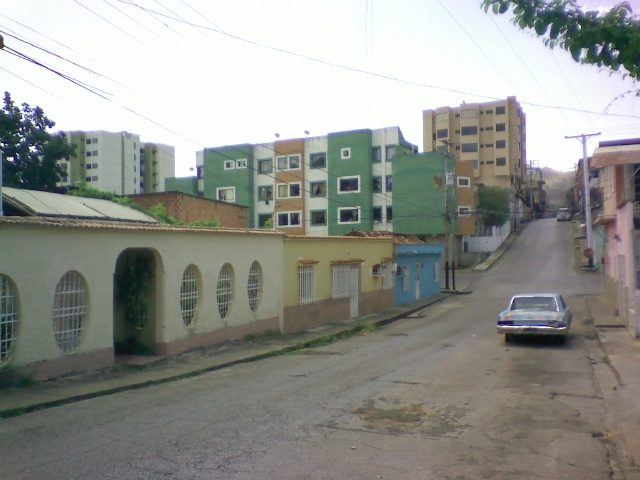
Calle Salias

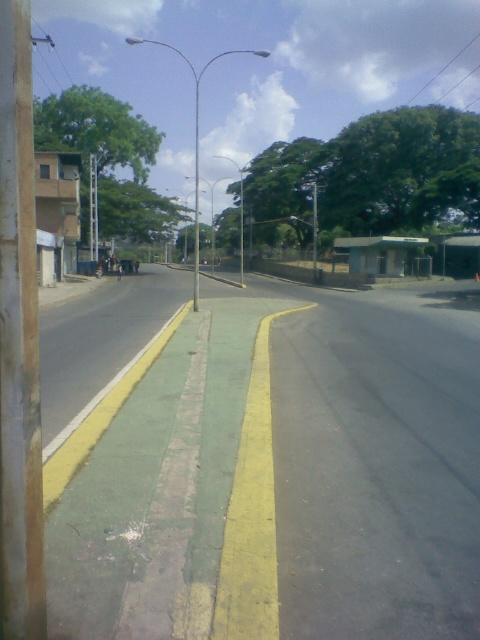
Avenida Santa Isabel

A partir del 18 de julio de 2014 San Juan de los Morros cuenta con numerosas líneas de Bus Guárico que trasladan a un gran número de personas a todas partes de la ciudad, este cuenta con (22) rutas urbanas y extraurbanas, en las que se encuentran:
| N.º de ruta | Destinos                                                      |
| ----------- | ------------------------------------------------------------- |
| 100         | Terminal -Villa Olímpica -Centro                              |
| 101         | Lucianero -Zona industrial -Plaza Bolívar -Centro             |
| 102         | Las Minas -Centro                                             |
| 103         | Urbanismo Hugo Chávez -Centro -Villa Olímpica                 |
| 104         | Urbanismo Hugo Chávez -Villa Olímpica -Centro                 |
| 200         | Urb. Guafal -Centro -Hospital                                 |
| 201         | Urb. Guafal directo                                           |
| 202         | San Sebastián -San Juan de los Morros                         |
| 203         | Pueblo Nuevo -Urb. Guafal -Centro                             |
| 300         | Vía Universidades- Av. Miranda Nueva -centro -Terminal        |
| 301         | Urb. Bella Vista - Plaza Bolívar -Centro                      |
| 302         | Vista Hermosa -Centro                                         |
| 303         | Universidades -Zamora -Centro                                 |
| 304         | Terminal -Agronomía -Unerg directo                            |
| 305         | Las Mercedes -Centro                                          |
| 400         | Los Flores -Hospital -Centro                                  |
| 500         | Urb. Rómulo Gallegos -Centro -Villa Olímpica                  |
| 600         | La Morera -Centro -Hospital                                   |
| 601         | Pariapan- Hospital -Centro                                    |
| 602         | Valle Verde -Centro                                           |
| 900         | Cantagallo -San Juan de los Morros                            |
| 901         | Parapara -San Juan de los Morros                              |
| 902         | Ortiz -San Juan de los Morros                                 |
| 903         | El Sombrero, municipio Julián Mellado -San Juan de los Morros |

### Terminal de Pasajeros de San Juan de los Morros
Se encuentra ubicado al norte de la ciudad, en la carretera nacional San Juan-Villa de Cura, de donde salen a diario rutas hacia: Caracas - Barquisimeto - Maracay - Cua - Zaraza - Calabozo - San Fernando de Apure - Valle de la Pascua - Altagracia de Orituco - San Sebastián de Los Reyes - Barbacoas - San Casimiro - Ocumare de la Costa - Valencia - La Victoria - Cagua - Villa de Cura entre otras ciudades.

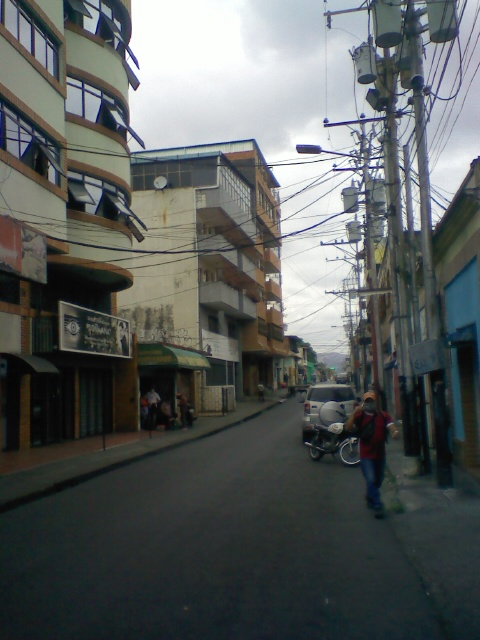
Calle Sucre

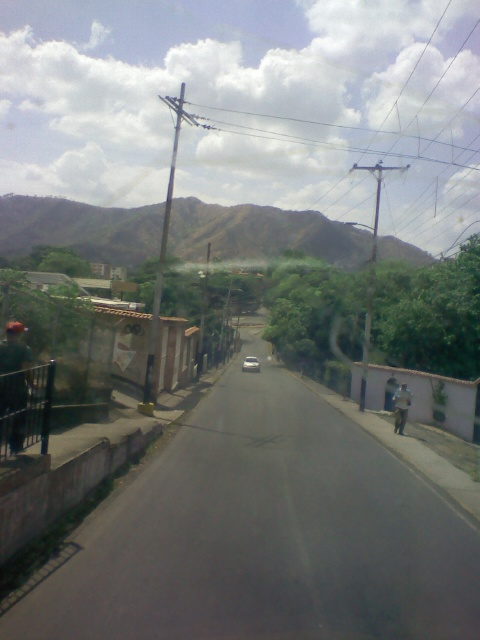
Avenida Los Puentes

### Principales avenidas y calles

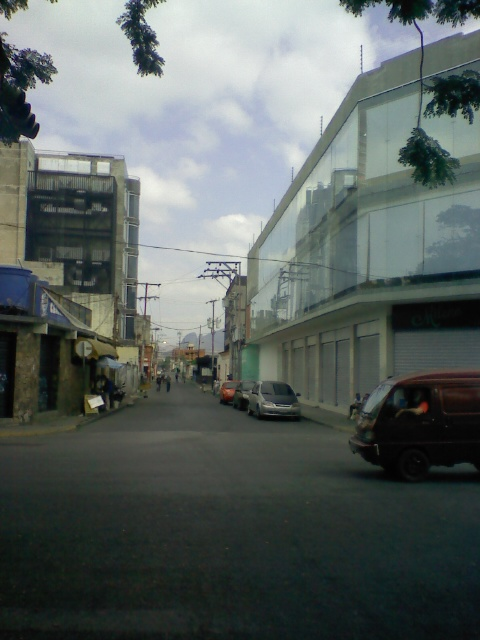
Calle Leonardo Infante

Entre las principales avenidas y calles de la ciudad destacan:
- Avenida Los Llanos (1,9 km)
- Avenida Bolívar (3,7 km)
- Avenida Miranda (San Juan de los Morros)  (2,5 km)
- Avenida Sendrea (1,6 km)
- Avenida Rómulo Gallegos (San Juan de los Morros) (1,2 km)
- Avenida Simón Bolívar (2,1 km)
- Avenida Cedeño (1,3 km)
- Avenida Acosta Carles (3,8 km)
- Avenida Fermín Toro (2,5 km)
- Avenida Fuerzas Armadas (1,4 km)
- Avenida Universidad Dr. Federico Brito Figueroa (2,3 km)
- Avenida José Félix Ribas (1,8 km)
- Avenida Los Puentes (400 metros)
- Avenida Santa Isabel (300 metros)
- Avenida Luis Aparicio (600 metros)
- Avenida Villa Olímpica (850 metros)
- Avenida Hugo Chávez (650 metros)
- Avenida Las Industrias (1,5 km)
- Avenida Principal de la Morera (1,1 km)
- Avenida Principal de la Rómulo Gallegos (1,2 km)
- Avenida Principal de Pueblo Nuevo (550 metros)
- Calle Roscio (1,4 km)
- Calle Mellado (1,0 km)
- Calle Infante (1,2 km)
- Calle Páez (950 metros)
- Calle Rivas (700 metros)
- Calle Mariño (600 metros)
- Calle Salias (850 metros)
- Calle Sucre (700 metros)
- Calle Zaraza (350 metros)
- Calle Zamora (1,3 km)
- Calle Lazo Marti (400 metros)
- Calle Bermúdez (350 metros)
- Calle Guaiquera (550 metros)
- Calle Santa Rosa (1,2 km)
- Calle Miranda (350 metros)
- Calle Las Mercedes (500 metros)
- Calle Lasso Marti  (800 metros)
- Calle José Gregorio Hernández  (750 metros)
- Calle Araguaney (290 metros)
- Calle El Carmen (550 metros)
- Calle Urdaneta (290 metros)
- Calle San Juan (350 metros)
- Calle Carabobo  (300 metros)
- Calle Farriar (900 metros)
- Calle Ambrosio Plaza (1,4 km)
- Calle Piar (350 metros)

## Ciudades hermanas
- Calabozo, Venezuela
- Valle de la Pascua, Venezuela
- Zaraza, Venezuela
- Altagracia de Orituco, Venezuela